# Chronik des russischen Überfalls auf die Ukraine, September und Oktober 2022

Animierte Darstellung des Verlaufs der russischen Invasion in der Ukraine ab dem 24. Februar 2022

Diese Chronik stellt eine Übersicht zur Chronologie des russischen Überfalls auf die Ukraine von Anfang September bis Ende Oktober 2022 dar.

## September 2022

### 1. September

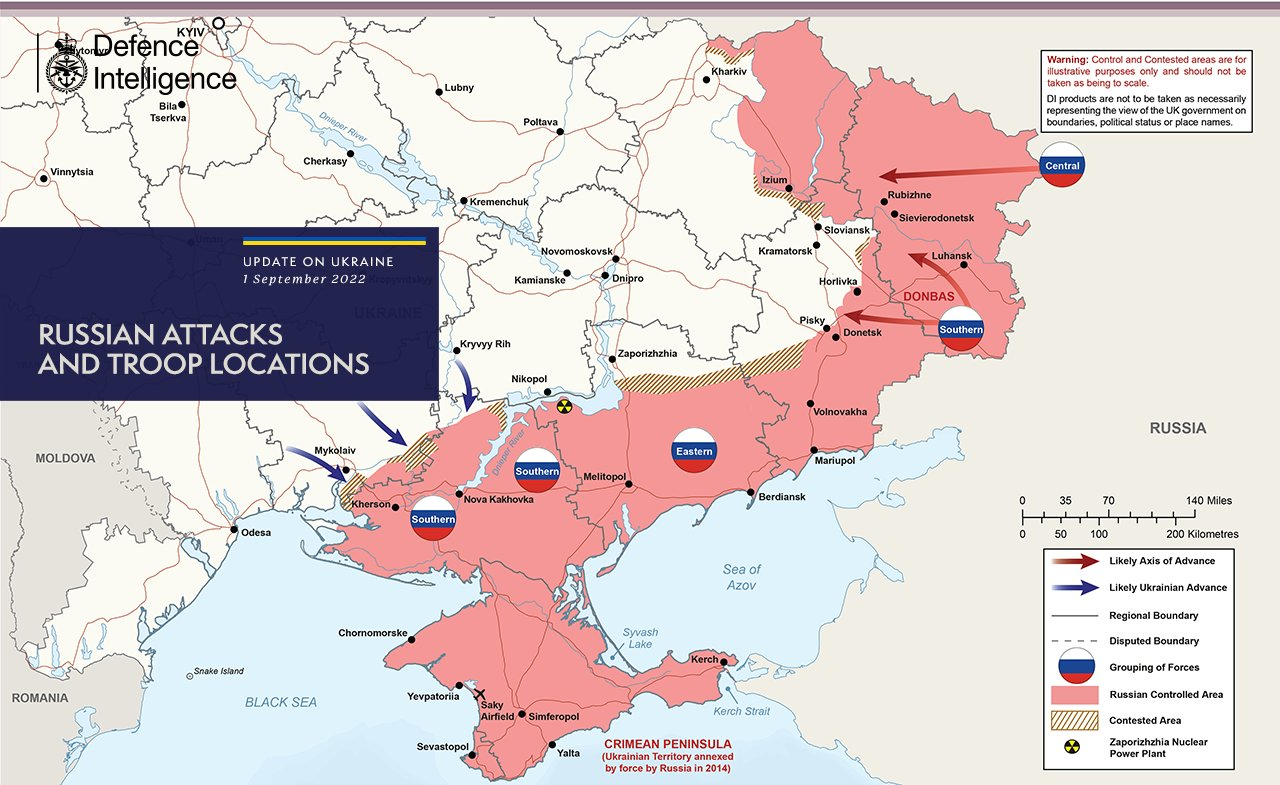
Lagebild des britischen Verteidigungsministeriums vom 1. September 2022

Sowohl von ukrainischer als auch von russischer Seite wurden Gefechte in der an das Atomkraftwerk Saporischschja angrenzenden Stadt Enerhodar gemeldet. Am selben Tag erreichte ein Inspektorenteam der IAEA das Atomkraftwerk für einen mindestens mehrtägigen Aufenthalt. Die russischen Besatzer des Kraftwerks ließen dabei nur ausgewählte russische Journalisten, nicht jedoch nicht-russische bzw. westliche Journalisten zur Berichterstattung auf das Atomkraftwerksgelände.
Der Vorsitzende von Lukoil und prominente Kritiker der russischen Invasion in der Ukraine, Rawil Maganow, starb, nachdem er aus einem Fenster des Moskauer Zentralkrankenhauses gefallen war. Maganow ist damit einer von elf einflussreichen russischen Geschäftsleuten, darunter sechs im Energiesektor, die seit Beginn des Jahres unter umstrittenen Umständen ums Leben kamen.
Die Streitkräfte Russlands und Belarus’ begannen zusammen mit den Streitkräften Chinas, Indiens und mehrerer postsowjetischer Staaten das einwöchige Militärmanöver Wostok 2022 (nach offiziellen Angaben mit mehr als 50.000 Soldaten in Ostsibirien und im Japanischen Meer). Nach Angaben des russischen Verteidigungsministeriums kommen dabei 5000 Militärfahrzeuge sowie 140 Flugzeuge und 60 Kriegsschiffe zum Einsatz. Britischen Militärgeheimdienstinformationen zufolge ist es unwahrscheinlich, dass an der Militärübung mehr als 15.000 russische Soldaten teilnehmen. Außerdem hätten sich vorherige russische Militärübungen, wie Wostok-2018, nicht darin bewährt, die Fähigkeiten zu großangelegten, komplexen Einsätzen zu erhalten: „Solche Veranstaltungen laufen stark nach Drehbuch ab, ermutigten keine Eigeninitiative und sind in erster Linie darauf ausgerichtet, die russische Führung und das internationale Publikum zu beeindrucken.“

### 2. September

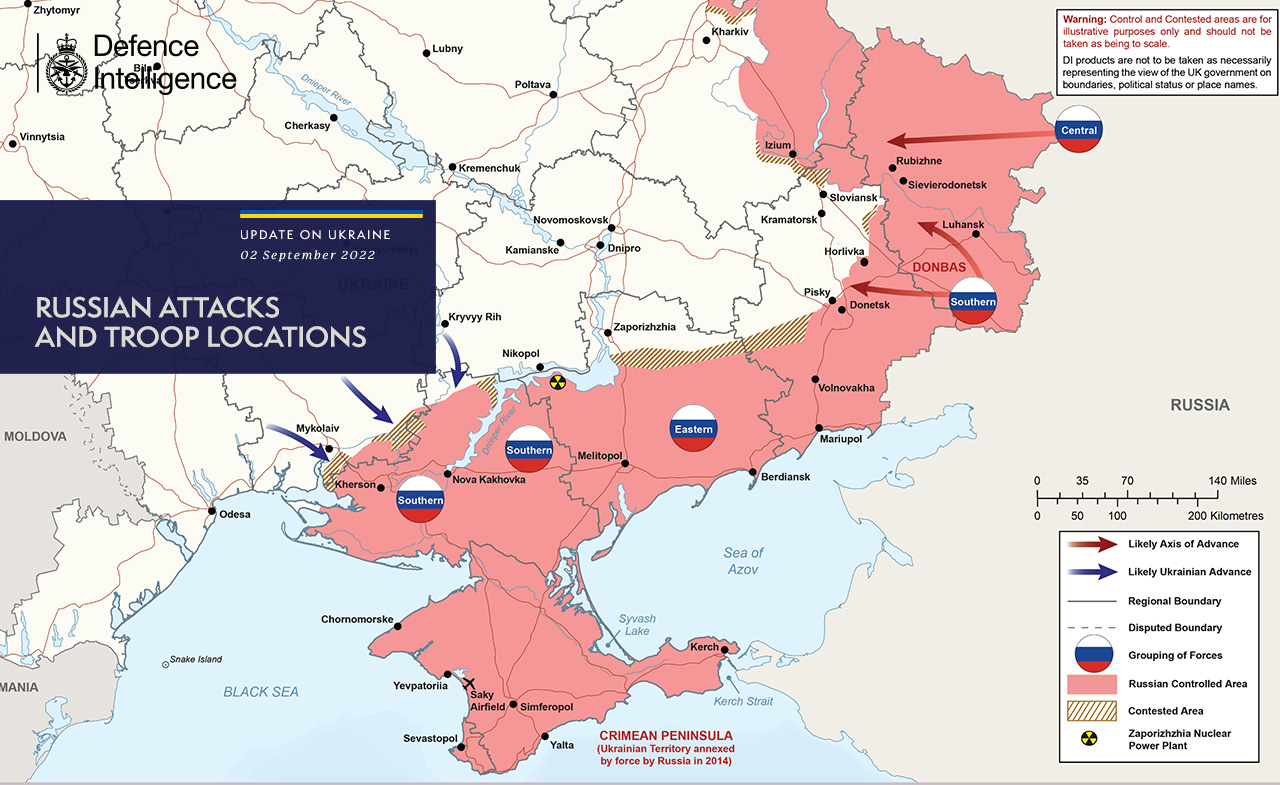
Lagebild des britischen Verteidigungsministeriums vom 2. September 2022

Nach eigenen Angaben haben die ukrainischen Streitkräfte fünf Munitionslager der russischen Streitkräfte im Gebiet Cherson und eines in der Stadt Melitopol zerstört.
Nach russischen Angaben bleiben zwei Inspektoren der IAEA dauerhaft im Kernkraftwerk Saporischschja.
Die prorussischen Separatisten in Donezk verzeichneten eigenen Angaben zufolge seit dem Beginn der Invasion mehr als 2900 Gefallene in den eigenen Reihen.
Der polnische Grenzschutz meldet mehr als sechs Millionen Eingereiste aus der Ukraine. Jedoch ist den Statistiken zufolge die Zahl der Einreisenden aus der Ukraine seit Wochen kleiner als die Zahl der Ausreisenden aus Polen in die Ukraine. So übertraten am 2. September 22.200 Menschen die ukrainische Grenze nach Polen, jedoch überquerten am selben Tag 25.700 Menschen die polnische Grenze in Richtung Ukraine. Insgesamt haben seit Kriegsbeginn am 24. Februar 4,2 Millionen Menschen von Polen aus die Grenze in Richtung der Ukraine überschritten.
Gazprom kündigte an, dass die Stilllegung der Erdgaspipeline Nord Stream 1 nach Europa auf unbestimmte Zeit fortgesetzt wird, nachdem die G7 Pläne für eine Preisobergrenze für russisches Öl angekündigt hatte.

### 3. September
Laut dem britischen Militärgeheimdienst haben die ukrainischen Streitkräfte von drei Achsen aus ihre Gegenoffensive am 29. August westlich des Flusses Dnepr, in der Oblast Cherson, gestartet und damit logistische Mängel der feindlichen russischen Truppen offenbart. Diese Offensive habe den Feind mutmaßlich taktisch überrascht. Das russische Kommando musste laut dem britischen Militärgeheimdienst nun entscheiden, wie es Nachschub und Reservetruppen in der Region Cherson verteilen will.
Laut einem Spiegel-Bericht zogen die ukrainischen Streitkräfte insbesondere zwischen Mykolajiw und Cherson eigene Truppen zusammen. Die Versorgungswege der russischen Truppen seien nach wochenlangem Beschuss beeinträchtigt, aber trotz Beschuss nicht abgeschnitten. Schwere Militärtechnik könne dennoch nicht mehr über die schwer beschädigten Brücken des Dnepr auf die Westseite des Flusses transportiert werden.
Laut Einschätzung eines Militärexperten des International Institute for Strategic Studies ist die am 29. August begonnene Gegenoffensive entweder eine Vorbereitungsoperation für eine nachfolgende Großoffensive an derselben Stelle oder strategisches Mittel, im Raum Cherson russische Truppen zu binden und dann in einer anderen Region eine weitere Offensive zu starten. Dem britischen Militärgeheimdienst zufolge sind die nachrückenden Verbände der ukrainischen Streitkräfte jedoch unterbemannt und schlecht ausgebildet. Laut anderen Militärexperten mangelt es den nachrückenden ukrainischen Truppen außerdem an Flugabwehrsystemen und Schützenpanzern, um die Fronteinheiten ausreichend zu schützen.
Das russische Verteidigungsministerium berichtete, das ukrainische Militär bezahle seine andauernde Gegenoffensive mit hohen Verlusten. So seien in den vergangenen Tagen weitere 230 ukrainische Soldaten getötet sowie 23 Panzer und 27 weitere Kampffahrzeuge zerstört worden. Bereits am 31. August hatte das Ministerium erklärt, dass mit dem Beginn der ukrainischen Gegenoffensive am 29. August innerhalb von zwei Tagen 1700 ukrainische Soldaten getötet worden seien.
Dem Spiegel zufolge berichteten ukrainische Soldaten, dass ihre Streitkräfte in den vergangenen Tagen empfindliche Verluste erlitten hätten. Ein ukrainischer Soldat berichtete, dass die russischen Truppen in der Oblast Cherson professionell vorgingen: „Wir erkennen das auf unseren Drohnenbildern daran, wie sie sich bewegen.“ Da die Zahl ukrainischer Truppen im Gebiet um die Stadt Cherson unter derjenigen der russischen liege, versuchten ukrainische Soldaten mit Distanzangriffen hinter feindliche Linien, die russischen Besatzer in den Stellungen zu zermürben.
In Prag demonstrierten 70.000 Menschen und forderten teilweise Neutralität im russisch-ukrainischen Krieg.

### 4. September
Die ukrainischen Truppen eroberten die seit März unter russischer Besatzung stehende Stadt Wyssokopillja in der Oblast Cherson zurück. Auch die in der Oblast Donezk liegende Stadt Oserne sei zurückerobert worden. Das russische Verteidigungsministerium bestritt ukrainische Erfolge.
Der ukrainische Generalstab meldet, einen Stützpunkt einer feindlichen Spezialeinheit in der besetzten Großstadt Cherson zerstört zu haben.
Das russische Verteidigungsministerium meldete, dass russische Truppen innerhalb der letzten 24 Stunden vier Kommandostände der ukrainischen Armee in der Nähe der Stadt Charkiw angegriffen haben. Dabei wurden auch zivile Wohnhäuser beschädigt und Zivilisten verletzt.
Laut einer Einschätzung der ukrainischen Regierung setzt Russland vermehrt unpräzise Raketen des Systems S-300 ein. Allein von diesem Waffentyp habe Russland seit Ende Februar 2022 mehr als 500 Raketen auf das ukrainische Staatsgebiet abgefeuert. Laut der ukrainischen Armee hat Russland innerhalb eines Tages 24 Luftangriffe auf militärische und zivile Objekte verübt. Außerdem seien russische Angriffe im Donbass, bei der Stadt Bachmut und der nahegelegenen Siedlung Pokrowske, abgewehrt worden.
Der ehemalige russische Präsident Dmitri Medwedew behauptete, dass Deutschland durch die erlassenen Sanktionen Russland einen Hybridkrieg erklärt habe. Medwedew reagierte damit auf den deutschen Bundeskanzler Olaf Scholz, der gesagt hatte, dass Russland kein verlässlicher Energielieferant mehr sei.

### 5. September

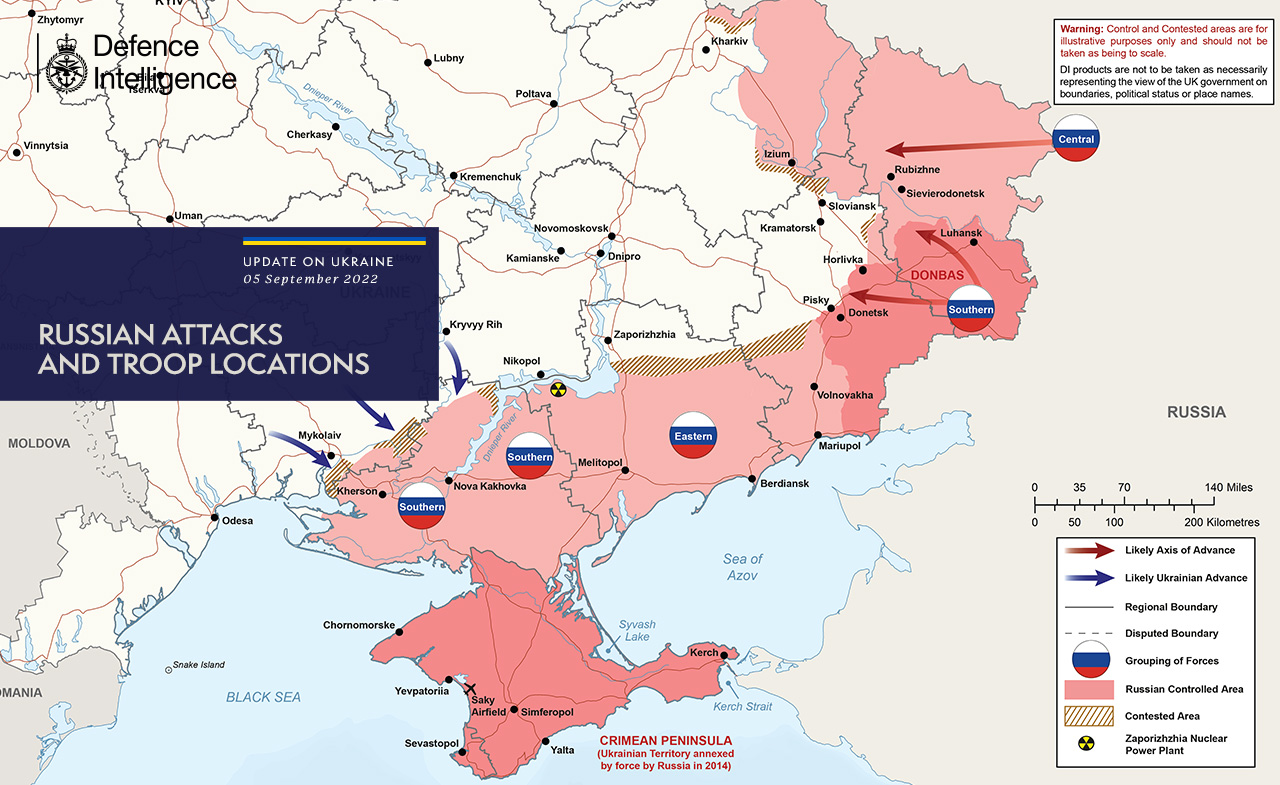
Lagebild des britischen Verteidigungsministeriums vom 5. September 2022

Nach britischen Militärgeheimdiensteinschätzungen ist das vorrangige politische Ziel Russlands weiter die Einnahme des Donbas (bzw. die noch nicht erfolgte vollständige Einnahme der Oblast Donezk). So lägen die Hauptachsen des russischen Vormarschs bei Awdijiwka nördlich der Großstadt Donezk sowie im Umland der Stadt Bachmut, wo russische Truppen laut dem britischen Geheimdienst etwa einen Kilometer pro Woche auf die Stadt vorrücken. Unter Berufung auf Informationen aus den ukrainischen Behörden erklärte der britische Geheimdienst, dass das russische Militär die Vorgabe habe, bis zum 15. September den Donbas zu „befreien“. Der britische Militärnachrichtendienst schätzt das Erreichen jener Zielvorgabe als „höchst unwahrscheinlich“ ein und resümiert, dass dieses Nichterreichen der Zielvorgabe Pläne der russischen Führung konterkariert, im Donbas zeitnah „Referenden“ zur Eingliederung des Gebiets in die Russische Föderation durchzuführen.
Die Vorbereitung auf ein weiteres scheinbares „Referendum“ (über die Eingliederung der Region Cherson in die Russische Föderation) wurde mit Verweis auf die Sicherheitslage in jener Region gestoppt.
Vier Inspektoren der Internationalen Atomenergiebehörde (IAEA) verließen das Atomkraftwerk Saporischschja am 5. September. Zwei weitere bleiben vorerst vor Ort.
Dmitri Peskow, Pressesprecher des Kreml, erklärte vor Journalisten, dass die volle Wiederaufnahme der Belieferung mit Erdgas über Nord Stream 1 von einer Aufhebung der Sanktionen der westlichen Staaten gegenüber Russland abhänge.
Wladimir Putin veröffentlichte eine neue außenpolitische Doktrin auf dem Konzept der Russischen Welt, in der es unter anderem heißt: „Die Russische Föderation unterstützt ihre im Ausland lebenden Landsleute bei der Durchsetzung ihrer Rechte, um den Schutz ihrer Interessen und der Bewahrung ihrer russischen kulturellen Identität sicherzustellen.“
Bei einem Besuch des ukrainischen Ministerpräsidenten Denys Schmyhal beim Kanzleramt in Berlin lehnte Bundeskanzler Olaf Scholz die Bitte Schmyhals ab, die Erlaubnis zu erhalten, beim deutschen Rüstungsunternehmens Krauss-Maffei Wegmann Leopard-2-Panzer zu bestellen. Zuvor hatte das Unternehmen der ukrainischen Regierung im April 2022 die Bereitschaft mitgeteilt, für die Ukraine 100 Leopard-2A7-Panzer zu produzieren und sie auszuliefern. Ausländische Rüstungsaufträge unterliegen in Deutschland der Pflicht zu einer Genehmigung durch die Bundesregierung. Scholz verwies in einem Interview darauf, dass sich Deutschland bei der Lieferung von Waffen mit den Verbündeten, insbesondere den USA abstimme.

### 6. September

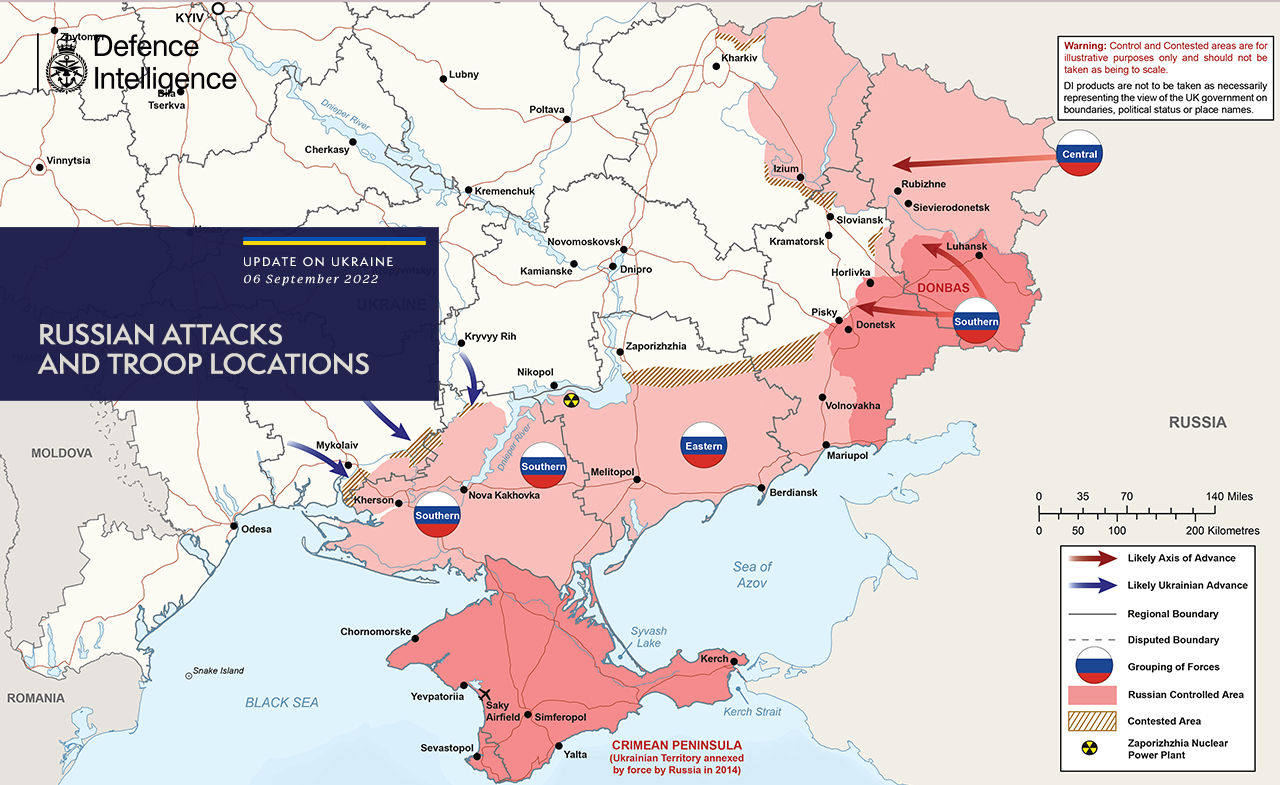
Lagebild des britischen Verteidigungsministeriums vom 6. September 2022

Das ukrainische Militär zerstörte eigenen Angaben zufolge vier russische Munitionslager in der Oblast Cherson. Der ukrainische Generalstab teilte darüber hinaus mit, dass im Laufe der 195 Kriegstage insgesamt 50.150 russische Soldaten gefallen seien.
Nach Erkenntnissen der US-Nachrichtendienste hat Russland rund eine Million Artilleriegeschosse in Nordkorea bestellt. Dies ist laut den Nachrichtendiensten ein Anzeichen dafür, dass die russische Wirtschaft nicht schnell genug Ersatz für die verbrauchte Munition produzieren kann.
Weiter habe Russland auch Kampfdrohnen im Iran bestellt, um die eigenen Drohnenverluste zu ersetzen.
Laut dem britischen Militärgeheimdienst mangelt es den russischen Streitkräften an Aufklärungsdrohnen, was nach Einschätzung des Geheimdienstes die Aufklärung und das Situationsbewusstsein über die militärische Lage bei den russischen Truppen limitiert. Außerdem mangele es Russland aufgrund der Sanktionen an technischen Komponenten, um einen Drohnenbestand aus eigener Produktion zu halten.
Durch einen Anschlag ist der von Russland eingesetzte Verwaltungschef der südukrainischen Hafenstadt Berdjansk, Artjom Badrin, getötet worden.
Laut einem Mitarbeiter am Kernkraftwerk Saporischschja zeichnet sich bei einem Reaktorblock (Nr. 6) ein Ausfall der Kühl- und Notkühlsysteme aufgrund von Kriegsbeschädigungen an Stromleitungen ab. Laut der Gesellschaft für Reaktorsicherheit (GRS) wurde das AKW Saporischschja im Verlauf des Krieges im Jahr 2022 mit mobilen Notstromaggregaten ausgestattet, um im Falle eines Ausfalls der Notstromversorgung eine Stromversorgung zur Kühlung der Reaktorblöcke zu gewährleisten und somit eine Kernschmelze zu verhindern. Ob diese mobilen Notstromaggregate bei einer Zerstörung von Stromleitungen benutzt werden können, geht aus der Berichterstattung nicht hervor. In einem am 6. September vorgestellten Zustandsbericht, der auf Untersuchungen der IAEO am Kraftwerk basiert, fordert die IAEO zur Abwendung eines nuklearen Unfalls unter anderem eine Sicherheitszone um das Kraftwerk bzw. eine Abwesenheit von russischen Militärs und Militärtechnik auf dem Kraftwerksgelände.
Mehr als zwei Drittel der EU-Bürger befürworten einer im September 2022 veröffentlichten Umfrage der EU-Kommission zufolge sowohl die gegen Russland verhängten Sanktionen als auch die Waffen- und humanitären Hilfslieferungen an die Ukraine.
Laut dem in Finnland ansässigen Centre for Research on Energy and Clean Air überstiegen Russlands Einnahmen aus fossilen Energieexporten in den ersten sechs Monaten des Ukraine-Krieges die Kosten der Invasion deutlich.

### 7. September

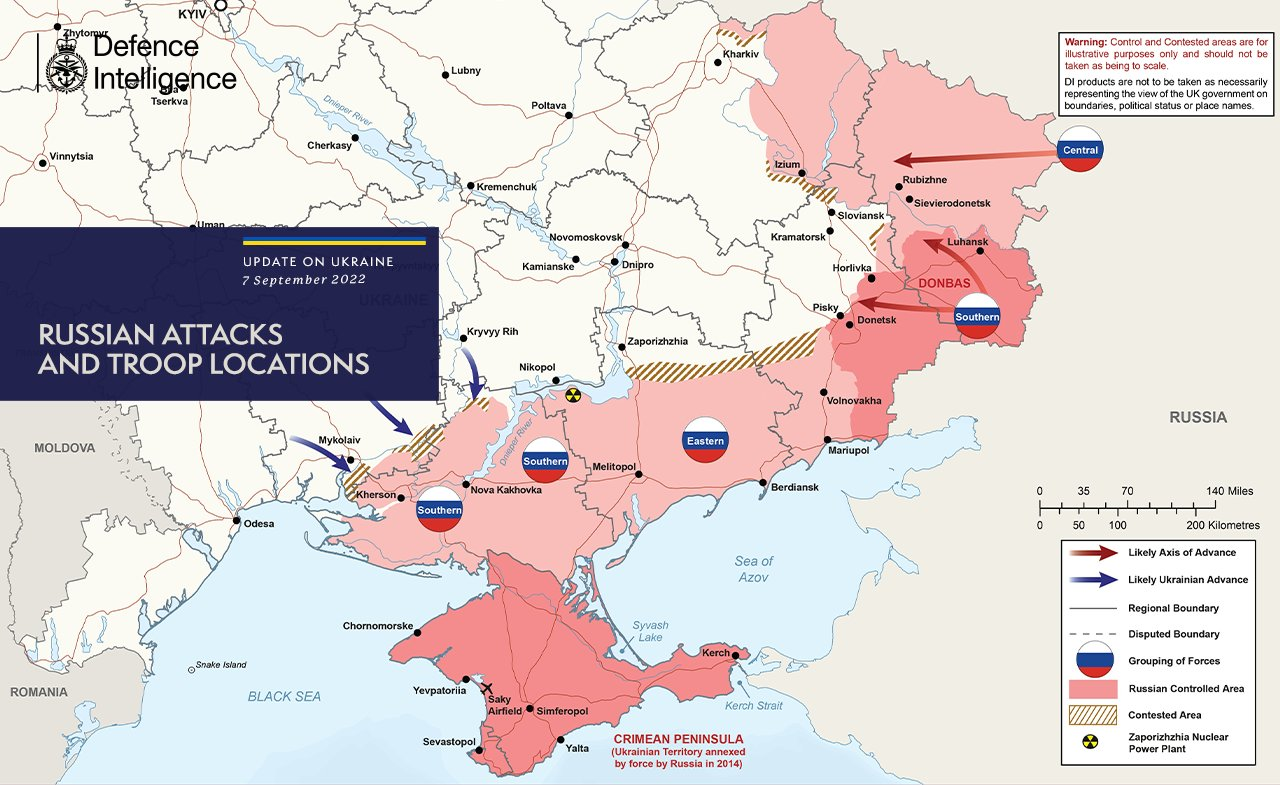
Lagebild des britischen Verteidigungsministeriums vom 7. September 2022

Nach Angaben eines ranghohen pro-russischen Separatisten finden Gefechte um die im Oblast Charkiw liegende Stadt Balaklija statt. In Falle einer Zurückeroberung von Balaklija durch ukrainische Streitkräfte werde das die russischen Streitkräfte in Isjum an ihrer „Nordwestflanke“ verwundbar machen. Balaklija, das zwischen Charkiw und Isjum liegt, ist ein für den russischen Nachschub wichtiger Eisenbahnknotenpunkt. Noch am selben Tag berichteten ukrainische und russische Medien, dass die von der russischen Nationalgarde besetzte Stadt Balaklija von ukrainischen Kampfverbänden eingekesselt wurde; dies läutete eine groß angelegte Gegenoffensive der ukrainischen Streitkräfte im Oblast Charkiw ein.
Die ukrainischen Streitkräfte haben eigenen Angaben zufolge sieben russische Kommandoposten attackiert und in der Oblast Donezk russische Angriffe (darunter auf Bachmut) abgewehrt.
Einem von Russland eingesetzten Verwaltungschef der Oblast Cherson zufolge verschiebt sich die „Volksbefragung“ über eine Eingliederung der dortigen Gebiete in die Russische Föderation auf den 4. November (den russischen Feiertag Tag der Einheit des Volkes). Nach ukrainischen Angaben befindet sich die Besatzungsverwaltung nicht mehr in der Oblast Cherson; sie sei nach Russland geflüchtet.
Die US-Regierung hat sich eigenen Angaben zufolge nach einer Prüfung dazu entschieden, Russland nicht, wie von der ukrainischen Regierung gefordert, als Terrorstaat einzustufen, da dies laut Begründung sowohl die Arbeit von Nichtregierungsorganisationen in Russland als auch etwaige Verhandlungen mit Russland erschwere.
Der russische Präsident Wladimir Putin äußerte sich auf einem Wirtschaftsforum in Wladiwostok, an dem Vertreter von mindestens 40 asiatischen Staaten teilnahmen, umfangreich zu Themen mit Bezug zum russischen Militäreinsatz in der Ukraine: Putin kündigte für den Fall, dass westliche Staaten russische Energieexporte mit einem Preisdeckel belegen, einen Gas- und Öllieferstopp gegenüber jenen Staaten an. Diesbezüglich ergänzte er, dass Russland den Export von Getreide und Lebensmitteln aus der Ukraine durch eine erneute Seeblockade stoppen könne. Die gegen Russland verhängten Sanktionen bezeichnete Putin als „Bedrohung für die ganze Welt“ und erklärte sie gleichzeitig für gescheitert, da es laut Putin prinzipiell „unmöglich“ sei, Russland international zu isolieren. Putin betonte bezüglich des Gasstreits mit der EU die Möglichkeit einer Inbetriebnahme der Pipeline Nord Stream 2. Bezüglich des Angriffs Russlands auf die Ukraine erklärte Putin, dass Russland sich „nach vielen Versuchen“, den im Jahr 2014 begonnenen Konflikt in der Ukraine auf friedlichem Weg zu lösen, dafür entschieden habe, „spiegelbildlich auf Handlungen“ eines „potenziellen Feindes“ zu antworten.

### 8. September

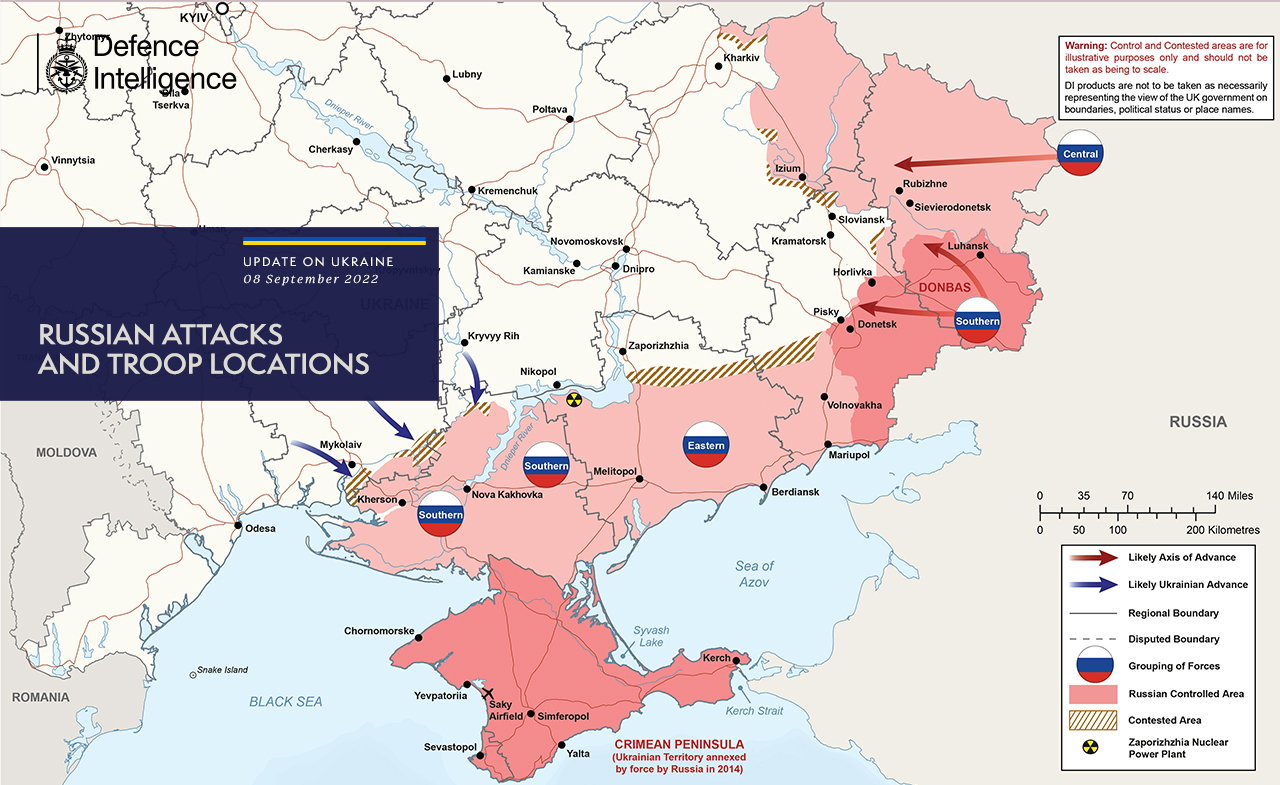
Lagebild des britischen Verteidigungsministeriums vom 8. September 2022

Am 8. September eroberten ukrainische Truppen die Stadt Balaklija zurück und stießen bis nach Wolochiw Jar vor. Das Institute for the Study of War berichtet über einen Rückzug russischer Truppen auf die Nordseite der Flüsse Sewerskij Donezk und Serednja Balakliika. Teilweise hätten russische Truppen dabei Brücken gesprengt, um den Vormarsch ukrainischer Kräfte zu behindern. Ukrainischen Streitkräfte hatten somit seit dem 1. September ein Gebiet von mehr als 1000 Quadratkilometern zurückerobert.
Der US-Generalstabschef Mark Milley erklärte zum russischen Militäreinsatz unter anderem, dass russische Kommunikationswege und Lieferketten stark belastet und die Kontrolle des russischen Hauptquartiers gestört seien. Russland hat laut Milley Schwierigkeiten, Streitkräfte aufzustocken und Verluste zu ersetzen.
Ein hochrangiger Kommandeur der prorussischen Separatisten in Donezk, Alexander Chodakowski, erklärte, dass bisher keine Belege bzw. Dokumente gefunden wurden, die die Behauptung Russlands stützen, dass die Ukraine einen Angriff auf Russland geplant habe.
Nach einer ähnlichen Resolution im Sankt Petersburger Stadtparlament am 7. September haben auch Gemeindeabgeordnete im Moskauer Bezirk Lomonosovsky den russischen Präsidenten Wladimir Putin zum Rücktritt aufgefordert
und erklärt, seit Beginn seiner zweiten Amtszeit sei „alles schief gelaufen“ und dass ein Machtwechsel zum Wohle des Landes notwendig sei. Die Abgeordneten veröffentlichten ihre Protokollentscheidung auf der Website des Bezirks Lomonosovsky, einschließlich eines 30-minütigen Videos ihres Treffens.

### 9. September
Aufgrund der seit 7. September sich entfaltenden ukrainischen Gegenoffensive in der Oblast Charkiw zogen sich russische Streitkräfte aus Isjum zurück; zudem sollen ukrainische Streitkräfte in das Stadtzentrum von Kupjansk eingedrungen sein, über 50 km hinter dem Frontverlauf vom 6. September.
Laut russischen Meldungen „evakuieren“ russische Truppen aufgrund der nahenden Offensive der ukrainischen Streitkräfte die ukrainische Zivilbevölkerung aus den Städten Isjum, Kupjansk und Welykyj Burluk.
Nach ukrainischen Angaben ist am Morgen des 9. September ein Krankenhaus in der Oblast Sumy bei einem von russischem Territorium ausgehenden Luftangriff getroffen worden.

### 10. September
Die Ukraine eroberte im Zuge ihrer Gegenoffensive in der Oblast Charkiw die strategisch bedeutsamen Städte Kupjansk und Isjum von Russland zurück und durchbrach die Frontlinie an gleich mehreren Stellen. Das russische Verteidigungsministerium gab den Rückzug russischer Truppen aus Isjum und Balaklija im Zuge einer „Umgruppierung“ bekannt,
nachdem russische Verbände von einer großflächigen Einkesselung bedroht worden waren und unter großen Materialverlusten ihre Positionen verlassen hatten. Serhij Hajdaj, der ukrainische Militärgouverneur der weitgehend unter russischer Besatzung stehenden Oblast Luhansk, erklärte, dass ukrainische Militäreinheiten bis vor die Stadt Lyssytschansk, welche im Juli 2022 als letzte größere Stadt in der Oblast Luhansk von der russischen Armee erobert worden war, vorgerückt seien. Nordöstlich der Stadt Charkiw sind russische Einheiten nach Angaben lokaler pro-russischer Verwalter „temporär“ aus der ukrainischen Grenzstadt Wowtschansk abgezogen. In der Oblast Cherson wurde das Küstendorf Oleksandriwka am Mündungsgebiet des Dnepr von der ukrainische Armee zurückerobert.

### 11. September

Animierte Darstellung des Verlaufs der ukrainischen Gegenoffensive im Rajon Charkiw vom 5. bis 14. September 2022

Die Offensive der ukrainischen Streitkräfte in der Oblast Charkiw entfaltete sich weiter. Nördlich von Charkiw haben sich russische Truppen aus dem Grenzort Kosatscha Lopan zurückgezogen.
Sich häufende ukrainische Einnahmemeldungen und eine veränderte öffentliche russische Generalstabskarte bestätigten, dass die russische Armee fast alle besetzten Gebiete in der Oblast Charkiw aufgegeben hat, darunter auch alle Dörfer zwischen der russischen Grenze und der Stadt Charkiw, aus denen die Stadt immer wieder beschossen wurde, mit Ausnahme eines schmalen Streifens im Osten, östlich (links) des Oskil-Flusses.
Ukrainische Truppen stießen bereits am 9. September bei Lyman im Norden der Oblast Donezk und am 10. September in den östlichen Stadtvierteln von Kupjansk auch in Gebiete links (östlich) des Oskil vor, trafen hier aber auf verstärkten russischen Widerstand. Die ukrainischen Streitkräfte hatten insgesamt 3000 Quadratkilometer in der Oblast Charkiw, insbesondere im südöstlichen Teil der Oblast, zurückerobert.
Am Abend durchgeführte russische Raketenangriffe auf kritische Infrastruktur in Charkiw führten in weiten Teilen der Großstadt zu Stromausfällen und teilweise zu einem Zusammenbruch der Wasserversorgung. Später am Abend meldete die ukrainische Regierung, dass sich der Blackout auf die gesamten Regionen Charkiw und Donezk erstreckt. Berichte über Ausfälle bei der Strom- und Wasserversorgung gab es auch aus den Oblasten Sumy, Dnipropetrowsk, Poltawa, Saporischschja und Odessa. In der gesamten Ukraine war am Abend wegen drohender Luftangriffe Alarm ausgelöst worden. Nach ersten Meldungen waren zwölf ukrainische Städte Ziel von Luftangriffen; dabei wurde vor allem kritische Infrastruktur getroffen.
Der Kiewer Bürgermeister Vitali Klitschko bat angesichts der erfolgreichen ukrainischen Gegenoffensive erneut bei der deutschen Bundesregierung um Leopard-2-Kampfpanzer.

### 12. September
Am Nachmittag meldete die ukrainische Armee die Kleinstadt Swjatohirsk in der nördlichen Oblast Donezk, die Russland Anfang Juni eingenommen hatte, als zurückerobert. Die Stadt liegt an der Nordseite des Siwerskyj Donez und ist damit die zweite ukrainische Überquerung des Flusses nach der Einnahme der südlichen Vororte von Lyman 10 km südöstlich (Staryj Karawan und Brusiwka) am 10. September und (mit den Kämpfen im östlichen Kupjansk) der dritte Vorstoßversuch hinter Siwerskyj Donez und Oskil, welcher 5 km nordwestlich in den (Siwerskyj) Donez mündet.
Russland betonte, dass es zwar „Saboteure“ der Ukraine im Gebiet Luhansk gebe, aber keine regulären Truppen. Umgekehrt berichteten Ukrainer von militärischer Aktivität auch in der Oblast Luhansk. Laut Angaben von russischen Grenzern hätten innerhalb einer Woche über 100.000 Menschen das Gebiet in Richtung Russland verlassen.
Das ukrainische Südkommando meldet die Rückeroberung von 500 km² in der Oblast Cherson. Bei ihrem fluchtartigen Rückzug aus der Oblast Charkiw ließen russische Truppen (u. a. durch die Evakuierung von Waffenlagern) sehr viele funktionsfähige Handwaffen und Fahrzeuge (darunter Panzer) zurück, die von ukrainischen Streitkräften erbeutet wurden. Der britische Militärgeheimdienst kommt u. a. zu der Einschätzung, dass angesichts der Erfolge des ukrainischen Militärs sich der Vertrauensverlust der russischen Truppen in die eigene Führung weiter vergrößert und die russischen Streitkräfte in der Ukraine „höchstwahrscheinlich“ gezwungen seien, „Defensivmaßnahmen“ zu ergreifen. Der Geheimdienst fasst zusammen, dass die „schnellen Erfolge der ukrainischen Streitkräfte erhebliche Auswirkungen auf die gesamten operativen Pläne“ Russlands haben.
Der Kremlsprecher Dmitri Peskow erklärte trotz der militärischen Misserfolge in der Ukraine, dass die „militärische Spezial-Operation“ fortgesetzt werde. Der frühere russische Präsident Dmitri Medwedew deutete an, dass Russland der Ukraine Bedingungen für Verhandlungen gestellt habe, und drohte der Ukraine für den Fall, dass sie sich nicht gesprächsbereit zeige.
Laut dem Bürgermeister von Charkiw ist die kritische Infrastruktur der Millionenstadt, wie bereits am Vortag, erneut beschossen worden, nachdem 80 % der Strom- und Wasserversorgung der Stadt wiederhergestellt worden waren.
Anwohner melden mehrere Explosionen in der Nähe der Stadt Taganrog in der Oblast Rostow, Russland.
Nachdem sieben Gemeindeabgeordnete eines Sankt Petersburger Verwaltungsbezirks am 7. September 2022 ein Quorum für einen an die Duma gerichteten Antrag, der die Absetzung von Wladimir Putin wegen Hochverrats vorsieht, erreicht hatten, erhoben 18 Kommunalpolitiker aus Sankt Petersburg und Moskau Rücktrittsforderungen gegenüber Putin. Gegen die sieben Gemeindeabgeordneten wurden Ermittlungen wegen angeblicher „Diskreditierung“ der russischen Streitkräfte begonnen.

### 13. September
Der russische Regierungssprecher Dmitri Peskow verneinte die Frage nach einer Generalmobilmachung gegen die Ukraine. Mit Iwan Peschorin starb ein zwölfter einflussreicher russischer Wirtschaftsfunktionär im Jahr 2022 unter mysteriösen Umständen.
Erstmals seit Mai 2022 telefonierte der deutsche Bundeskanzler Olaf Scholz mit dem russischen Präsidenten Wladimir Putin.

### 14. September
Das russische Verteidigungsministerium berichtete, dass es einen „plötzlichen nächtlichen Start“ eines Iskander-Marschflugkörperkomplexes mit dem Ziel einer Kommandozentrale der ukrainischen Streitkräfte durchgeführt habe. Der Start erfolgte nach Angaben des russischen Verteidigungsministeriums von ukrainischem Territorium aus.
Nach gezielten russischen Raketenangriffen auf mehrere Objekte der städtischen Wasserversorgung der Stadt Krywyj Rih und den nahe gelegenen Karachaun-Damm kam es zum Dammbruch und in Folge stieg der Inhulez an; für die Stadt wurde Hochwassergefahr ausgesprochen. Es wird vermutet, dass damit die flussabwärts gelegenen Pontonbrücken der ukrainischen Streitkräfte bei Dawydiw Brid beeinträchtigt werden sollten, die dort in jüngsten Tagen erfolgreich einen Brückenkopf an der Cherson-Front ausgeweitet hatten. Durch die Bombardierung der Anlagen brach außerdem die Wasserversorgung in weiten Teilen der Stadt zusammen und es kam zu Überschwemmungen. Des Weiteren wurde Verkehrsinfrastruktur in Krywyj Rih zerstört.
Der ukrainische Präsident Wolodymyr Selenskyj reiste in das kurz zuvor zurückeroberte Isjum.

### 15. September
Die ukrainische Armee meldete das Dorf Kyseliwka 30 km nordwestlich von Cherson als zurückerobert, womit nur noch der Vorort Tschornobajiwka zwischen der Front und dem Stadtgebiet von Cherson liegt.
Nach Angaben der ukrainischen Polizei wurden in Isjum Gräber mit mehr als 440 Leichen gefunden, die Zivilisten und ukrainischen Soldaten zuzuordnen seien.
Marija Sacharowa, Sprecherin des russischen Außenministeriums, warnte die USA vor einem Überschreiten einer „roten Linie“ im Falle von Lieferungen von „Raketen größerer Reichweiten“ an die Ukraine. In diesem Fall würde Russland die USA als unmittelbare Konfliktpartei betrachten.
Der chinesische Staatspräsident Xi Jinping hat sich in Usbekistan mit dem russischen Präsidenten Wladimir Putin getroffen. Am selben Tag starteten die Seestreitkräfte beider Länder eine Militärübung im Pazifik.

### 16. September
In den in Isjum entdeckten 445 Gräbern wurden nach ukrainischen Angaben Leichen entdeckt, die Spuren von Folter aufweisen. Laut der ukrainischen Polizei wurden im zurückeroberten Gebiet in der Oblast Charkiw 10 Folterkammern entdeckt. Laut dem Vermisstenbeauftragten der Ukraine kann es sich bei den Toten um Zivilisten handeln, die im März 2022 starben, als russische Kräfte die Stadt einnahmen. Das Büro des Hohen Kommissars für Menschenrechte erklärte, eigene Beobachter nach Isjum zu entsenden.
Einen Tag nach Beginn einer Marineübung im Pazifik startete die russische Seekriegsflotte auch in arktischen Gewässern unter dem Namen Umka-2022 ein Manöver.
Laut deutschen Regierungskreisen plant Bundeskanzler Olaf Scholz weiterhin nicht, dem Bitten der Ukraine nach Lieferung deutscher Kampfpanzer nachzukommen.
Nach Einschätzung des britischen Militärgeheimdienstes würden russische Militärakademien die Ausbildungskurse für Kadetten kürzen und Abschlusstermine vorziehen, um die Absolventen aufgrund des Personalmangels schnellstmöglich in der Ukraine einsetzen zu können.

### 17. September
Satellitenaufnahmen legen laut dem Institute for the Study of War nahe, dass die ukrainische Armee den Oskil überquert und dort, am Ostufer, Artillerie platziert hat.
Bereits am Nachmittag des 16. September hatte auch die ukrainische Armee die endgültige Rückeroberung der offenbar mehrere Tage umkämpften Ostteile von Kupjansk östlich des Oskil gemeldet. Ebenfalls am 17. September meldete die ukrainische Armee im Norden der Oblast Donezk die Dörfer Dibrowa und Oserne sowie Schurowe als zurückerobert; die ersten beiden liegen östlich, das letzte westlich der schon am 10. September eingenommenen Dörfer Staryj Karawan und Brusiwka, womit nun alle Dörfer am Nordufer des Siwerskyj Donez unmittelbar südlich der Stadtgrenzen von Lyman und Jampil wieder unter ukrainischer Kontrolle stehen.
Laut dem britischen Militärgeheimdienst haben die russischen Streitkräfte angesichts der anhaltenden Offensivbestrebungen des ukrainischen Militärs an der Grenze zur Oblast Luhansk eine neue „Verteidigungslinie“ zwischen dem Fluss Oskil und der Stadt Swatowe aufgebaut, womit sie die Verteidigung am Oskil nicht halten konnten und sich an die Grenze der Oblast Luhansk zurückzogen. Im Gebiet hinter der russischen Linie verläuft durch den Verkehrsknotenpunkt Swatowe eine vom russischen Staatsgebiet (Oblast Belgorod) ausgehende Hauptversorgungsroute der russischen Streitkräfte. Aus der Region Luhansk kamen seit einer Woche immer wieder nicht überprüfbare Meldungen von Partisanen- und Widerstandsaktivitäten aus der Bevölkerung. Offenbar deshalb stellten die Besatzungsbehörden der „Volksrepublik Lugansk“ im gesamten Gebiet schon in den Tagen zuvor das mobile Internet, am 17. September auch das Kabelinternet ab.

### 18. September
Die ukrainischen Regionalgouverneure der Oblaste Charkiw, Mykolajiw und Dnipropetrowsk teilten mit, dass mehrere Städte (unter anderem Isjum, Tschuhujiw, Mykolajiw und Nikopol) von russischen Streitkräften unter Beschuss genommen wurden und dabei unter anderem Wohn- und Geschäftsgebäude, ein Krankenhaus, Tankstellen und Produktionsanlagen getroffen und Zivilisten getötet wurden.
In der Nacht auf den 19. September schlug in der Nähe des Kernkraftwerks Südukraine südlich der Stadt Juschnoukrajinsk bei Mykolajiw eine russische Rakete ein, am Kraftwerksgebäude wurden über hundert Fensterscheiben zerstört. Das staatliche ukrainische Unternehmen Energoatom, das alle Kernkraftwerke im Land betreibt, bestätigte den Angriff über seinen Telegram-Kanal; die unmittelbare Gefahr eines Atomunfalls bestehe allerdings nicht, wurde ausdrücklich betont.
Der britische Militärgeheimdienst kommt zu der Auswertung, dass die russischen Streitkräfte vor dem Hintergrund von Misserfolg an der Front in den vorherigen sieben Tagen ihre Distanzraketenangriffe auf „zivile Infrastruktur“ erhöht haben. Laut dem Geheimdienst bieten die Angriffe keinen unmittelbaren militärischen Gewinn, seien jedoch darauf ausgerichtet, die Moral der Bevölkerung und der ukrainischen Regierung zu untergraben.

### 19. September
Am Mittag des 19. September meldete die ukrainische Armee die Kleinstadt Jarowa, östlich des am 12. September eingenommenen Swjatohirsk, ebenfalls am Nordufer des Siwerskyj Donez, als zurückerobert. Am Nachmittag meldete sie auch die Einnahme der Kleinstadt Bilohoriwka weiter östlich. Bilohoriwka, das schon am 7. Mai in den Nachrichten war, als dort die russische Armee eine Schule zerstörte, wo 90 Zivilisten Schutz gesucht hatten, und am 12. Mai, als die russische Armee bei einem vereitelten Überquerungsversuch des Siwerskyj Donez von Norden hohe Verluste erlitt, war Anfang Juli als letzte Ortschaft der Oblast Luhansk von der russischen Armee erobert worden. Mit der Rückeroberung ist die bisher einzige vollständig eroberte ukrainische Oblast nicht mehr komplett unter russischer Kontrolle. Offenbar gelang der ukrainischen Armee dort die Überquerung des Siwerskyj Donez nach Norden, denn am Mittag behauptete der Präsident der „Volksrepublik Donezk“, Denis Puschilin, die russische Armee habe einen ukrainischen Angriff auf die nördlichere Kleinstadt Kreminna, nördlich des Flusses, abgewehrt.
Der britische Militärgeheimdienst hat erklärt, dass mindestens vier russische Kampfflugzeuge innerhalb der letzten zehn Tage abgeschossen wurden und dies mit den jüngsten ukrainischen Geländegewinnen in Verbindung gebracht. Nach der britischen Einschätzung gingen die russischen Luftstreitkräfte nun trotz einer fehlenden Luftüberlegenheit höhere Risiken ein, um den russischen Bodentruppen Luftunterstützung zu bieten.

### 20. September
Die Chefs der selbsternannten Volksrepublik Lugansk und Volksrepublik Donezk kündigten an, für die Zeit vom 23. bis 27. September „Referenden“ über den Beitritt zur Russischen Föderation abzuhalten. Auch der von Russland eingesetzte Statthalter in der umkämpften, teilweise von russischen Truppen besetzten Oblast Cherson erklärte, in jener Oblast ein „Referendum“ über einen Beitritt zu Russland abhalten zu wollen. In der zu 75 Prozent von russischen Truppen besetzten Oblast Saporischschja, die ebenfalls Kriegsschauplatz ist, will die russische Militärverwaltung eigenen Angaben zufolge ebenfalls kurzfristig eine „Abstimmung“ über die Eingliederung in die russische Föderation abhalten. Die 700.000 Einwohner der Hauptstadt Saporischschja werden jedoch laut einem russischen Militärverwalter nicht an der „Abstimmung“ teilnehmen (die Stadt liegt im nicht von russischen Truppen okkupierten ukrainischen Staatsgebiet). Der stellvertretende Leiter des Sicherheitsrates der Russischen Föderation und ehemalige russische Präsident, Dmitri Medwedew, erklärte, Russland könne nach dem „Beitritt“ der Gebiete „alle Mittel des Selbstschutzes“ anwenden.
Das russische Parlament billigte im Schnellverfahren einen Gesetzesentwurf, der eine Verschärfung des Strafmaßes unter anderem für Fahnenflucht, Beschädigung von militärischem Eigentum und Ungehorsam bzw. Befehlsverweigerung vorsieht.
Nach Einschätzung des britischen Militärgeheimdienstes hat Russland U-Boote (Kilo-Klasse) der Schwarzmeerflotte vom Hafen von Sewastopol in den Hafen von Noworossijsk verlegt. Dies sei laut der Einschätzung sehr wahrscheinlich vor dem Hintergrund eines höheren Sicherheitsrisikos für die U-Boote geschehen, da in den vorherigen zwei Monaten das Kommandozentrum und die Marineflieger der Flotte durch Distanzangriffe der ukrainischen Streitkräfte getroffen worden waren.

### 21. September

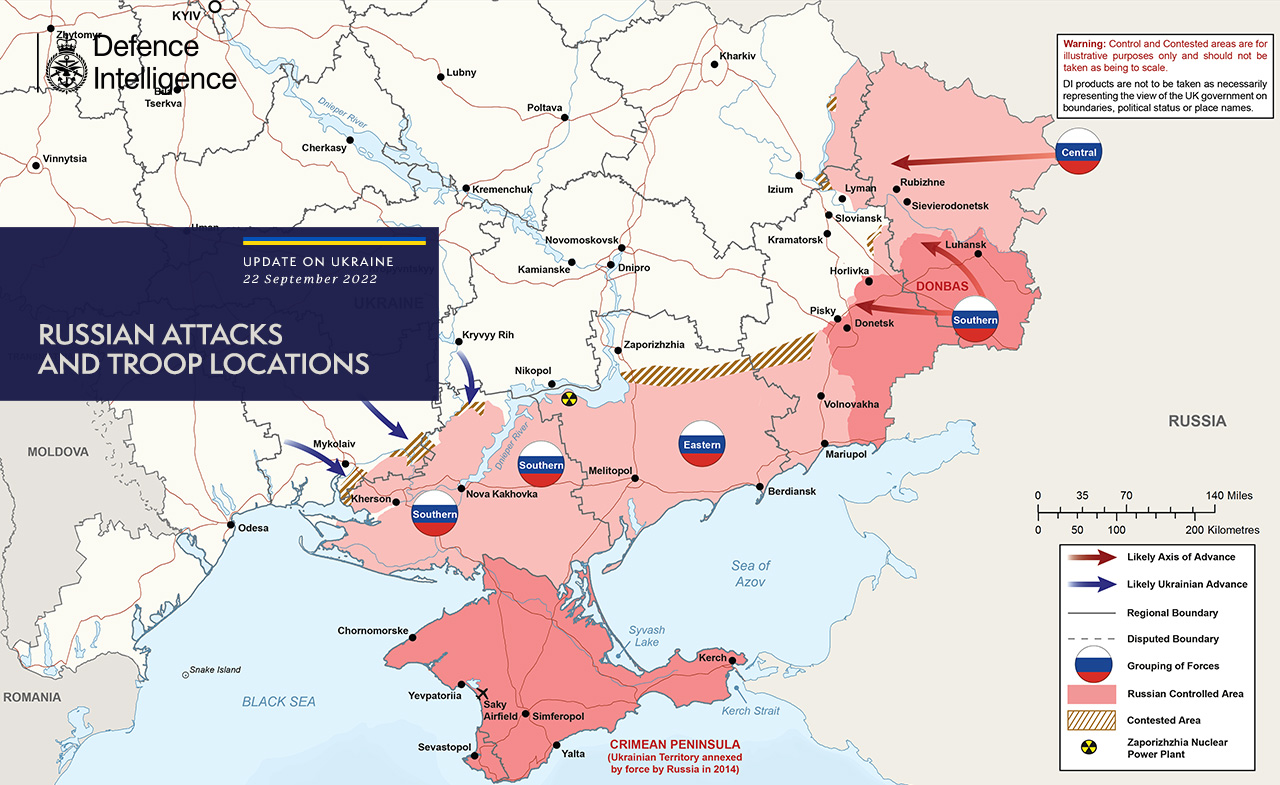
Lagebild des britischen Verteidigungsministeriums vom 22. September 2022

Am 21. September verlas der russische Präsident Wladimir Putin eine Erklärung, in der er unter anderem eine sofortige Teilmobilmachung von Russen im wehrfähigen Alter für die „militärische Sonderoperation“ in der Ukraine ankündigte, daran erinnerte, dass Russland über Atomwaffen verfügt, und diesbezüglich mitteilte, „im Falle einer Bedrohung der territorialen Integrität […] zur Verteidigung Russlands […] mit Sicherheit“ von allen „zur Verfügung stehenden Waffensystemen Gebrauch“ zu machen. Er ergänzte, dass dies „kein Bluff“ sei. Der russische Verteidigungsminister Sergei Schoigu gab bekannt, dass schrittweise 300.000 Reservisten eingezogen werden. Wehrpflichtige und Studenten seien laut Schoigu von der Teilmobilmachung nicht betroffen, sondern ausschließlich Reservisten mit Kampf- und Diensterfahrung. Insgesamt gebe es, so der Minister, 25 Millionen Reservisten in Russland. Durch die Teilmobilisierung sind die 25 Millionen Reservisten per Gesetz dazu angehalten, sich nicht von ihrem Wohnort zu entfernen. Nach Informationen der Bürgerrechtsorganisation OVD-Info demonstrierten in mindestens 38 russischen Städten Menschen gegen die Teilmobilisierung – und wurden festgenommen. OVD-Info berichtet von mehr als 1300 Festnahmen. Des Weiteren waren One-Way-Flugtickets in Länder, in die Russen ohne Visa einreisen können, innerhalb kurzer Zeit für Tage ausverkauft. Eine russische Petition bei Change.org gegen eine Teilmobilisierung wurde mehr als 350.000 Mal unterschrieben.
Am 21. September setzte der russische Föderationsrat die tags zuvor vom russischen Parlament beschlossenen Strafmaßverschärfungen um, die unter anderem für das „eigenmächtige Entfernen von der Einheit während einer Mobilmachung“ und „Sabotage an militärischem Eigentum“ fünf bis zehn Jahre Freiheitsstrafe und für „freiwilliges Sichbegeben in Gefangenschaft (ohne Anzeichen von Verrat)“ drei bis zehn Jahre Freiheitsstrafe vorsehen.
Die ukrainische Regierung erklärte sowohl das Organisieren der tags zuvor angekündigten russischen Scheinreferenden als auch die Teilnahme daran für strafbar.
In der Oblast Charkiw begann der ukrainische Katastrophenschutz mit der Minenräumung eines 12.000 Quadratkilometer großen Gebietes.
Zehn Ausländer, welche in der Ukraine festgenommen worden waren, wurden aus Russland ausgeflogen, darunter die in der „Volksrepublik“ von Donezk zum Tode verurteilten Shaun Pinner, Aiden Aslin und Saadoun Brahim. Gleichzeitig kamen 205 ukrainische Soldaten aus russischer Kriegsgefangenschaft frei, davon 108 Angehörige des Asow-Regiments. Die Ukraine übergab im Gegenzug den Putin-Vertrauten Wiktor Medwedtschuk. In einem separaten Tausch wurden fünf ukrainische Kommandanten aus Mariupol aus Kriegsgefangenschaft in die Internierung in der Türkei entlassen, dies im Austausch gegen 55 Russen und Separatisten.

### 23. September
Russische Militärblogger berichteten von ukrainischen Aktivitäten nördlich und nordwestlich von Lyman, die ukrainischen Truppen standen im etwa sieben Kilometer nordwestlich gelegenen Drobyschewe.
Das ukrainische Militär hat eigenen Angaben zufolge Stellungen südlich der Stadt Bachmut zurückgewonnen und die ebenfalls in der Region Donezk liegende Ortschaft Jazkiwka zurückerobert.

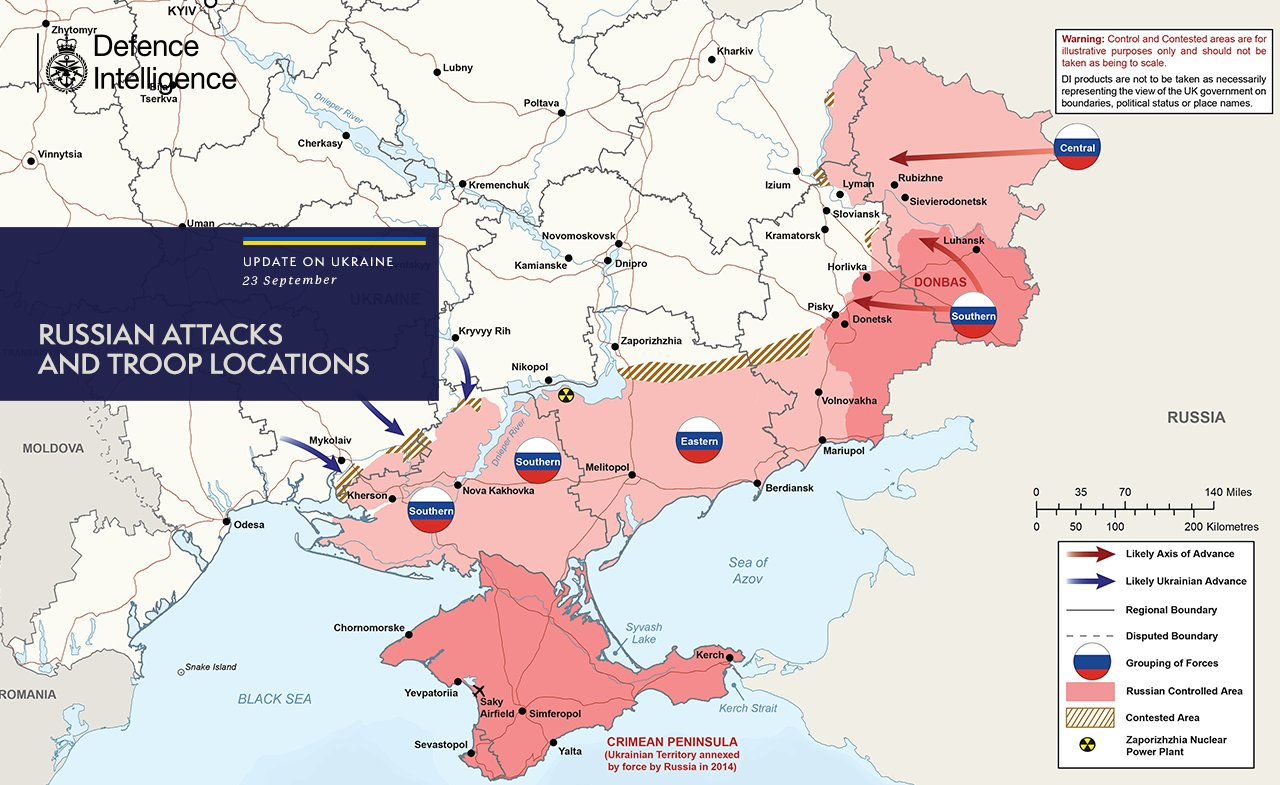
Lagebild des britischen Verteidigungsministeriums vom 23. September 2022

Am 23. September begannen in den teilweise von Russland besetzten ukrainischen Oblasten Cherson und Saporischschja sowie in den „Volksrepubliken“ Donezk und Luhansk die Scheinreferenden darüber, ob sie sich Russland anschließen sollen. Da laut Beobachtungen in Cherson viele Menschen nicht selbst zu den wenigen geöffneten Wahllokalen gingen, machten aus Russland angereiste „Wahlhelfer“ in Begleitung von russischen Soldaten Hausbesuche bzw. gingen von Tür zu Tür, um die ukrainischen Zivilisten zur Wahlteilnahme aufzufordern.
In den „Volksrepubliken“ Donezk und Luhansk wurde auf die Öffnung der Wahllokale verzichtet. Dort ist die Wahlteilnahme vorerst ausschließlich durch Hausbesuche der pro-russischen Behördenvertreter möglich. Die Wahllokale in Donezk und Luhansk sollen ausschließlich am letzten Tag (27. September) des Abstimmungszeitraums geöffnet sein.
Vor dem Hintergrund der Belieferung der russischen Streitkräfte mit iranischen UCAV-Drohnen Schahed 129 (die am selben Tag über Odessa gesichtet wurden und zwei Zivilisten töteten) entzog die ukrainische Regierung dem iranischen Botschafter die Akkreditierung und kündigte eine Ausweisung eines Großteils des iranischen diplomatischen Botschaftspersonals an.

### 24. September
Die New York Times berichtete am 24. September, russische Militärkommandanten in Cherson hätten darum ersucht, sich geordnet über den Dnepr zurückzuziehen. Präsident Putin habe dies nicht erlaubt. Die Times bezog sich auf US-amerikanische Dienste.
Der russische Vize-Verteidigungsminister Dmitri Bulgakow wurde seines Amtes enthoben und durch Generaloberst Michail Misinzew ersetzt. Misinzew soll sich insbesondere um die Logistik der Bodenstreitkräfte kümmern.
Laut dem Menschenrechtsportal ovd.info gab es in Russland in 32 Städten Demonstrationen wegen der am 21. September ausgerufenen Teilmobilmachung. Bei den Demonstrationen am Samstag seien 747 Personen festgenommen worden. Der russische Auslandssender RT bestätigte die Einberufung von mehr als 200 Männern, die in Moskau in den vorherigen zwei Tagen gegen die Mobilisierung demonstriert hatten. Bzgl. der am 21. September ausgerufenen Teilmobilmachung kritisierte der Menschenrechtsrat beim russischen Präsidenten, dass Einberufungsbefehle auch an Personen ergingen, die keine Kampferfahrung hätten. Margarita Simonjan (Chefredakteurin von RT) meldete, dass Personen eingezogen worden seien, deren Alter über der zulässigen Grenze lag. In sozialen Netzwerken in Russland wurden Fälle geschildert, in denen Väter kinderreicher Familien, Männer ohne Kampferfahrung und ältere und chronisch kranke Reserveoffiziere eingezogen worden seien. Die Führung der Republik Jakutien bestätigte Irrtümer bei der Einberufung und behauptete, dass sie revidiert würden. An der Mobilmachung wurde außerdem moniert, dass sie an Reservisten ergehe, nicht jedoch an Angehörige der russischen Nationalgarde, an die eine Million aktiven Soldaten der russischen Streitkräfte und an die Truppen des Innenministeriums.

### 25. September
Nach Angaben von Meduza, die sich auf Zahlen des FSB beruft, sind seit der Erklärung der Teilmobilmachung am 21. September 261.000 Männer aus Russland ausgereist. Nowaja gaseta. Europa bezweifelt die Richtigkeit der FSB-Angaben, der FSB arbeite gar nicht so rasch, man wolle einfach die Grenze schließen.
In Dagestan fanden Demonstrationen gegen die Mobilmachung statt, die die russische Polizei aufzulösen versuchte. Es wurden dabei 120 Menschen festgenommen. Unter anderem in Tarussa und in Urjupinsk gab es Brandanschläge auf Rekrutierungsbüros.
Der ukrainische Präsident Selenskyj bestätigte, dass die Ukraine Luftverteidigungssysteme vom Typ NASAMS von den Vereinigten Staaten erhalten hat.

### 26. September

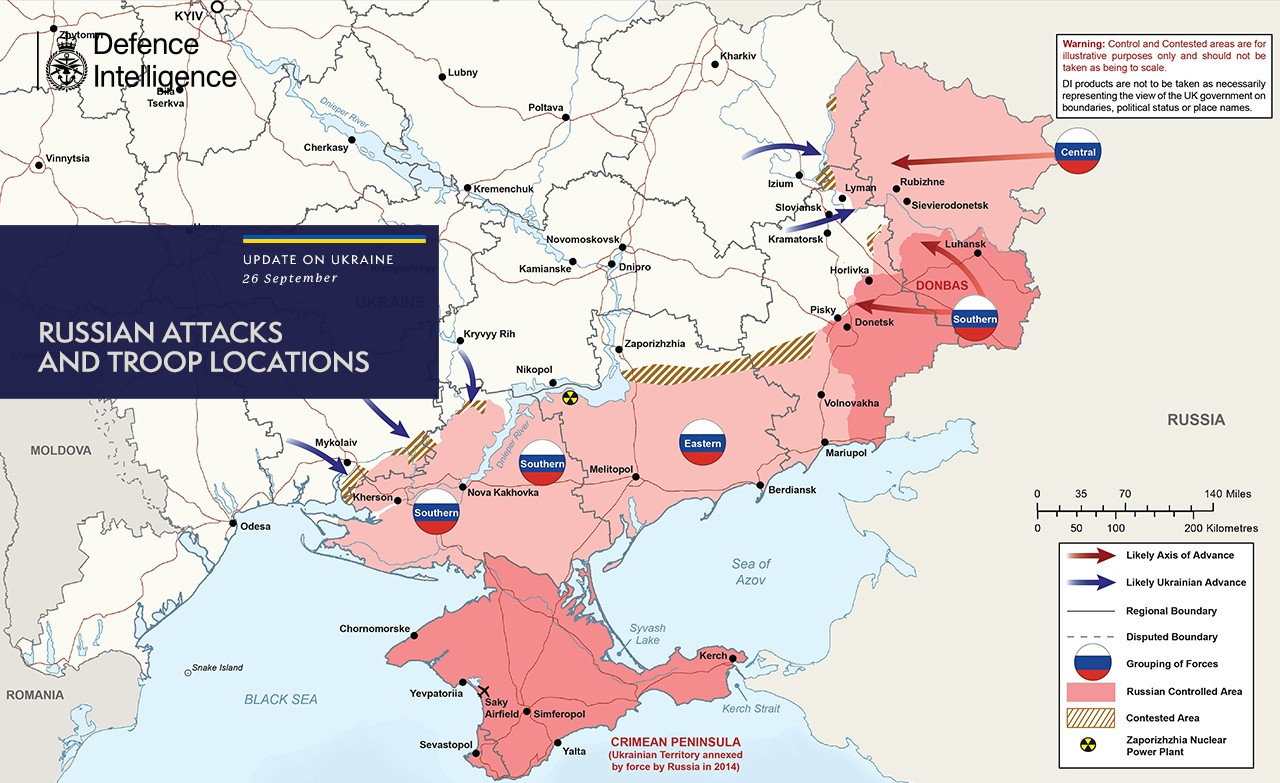
Lagebild des britischen Verteidigungsministeriums vom 26. September 2022

In Fortsetzung der ukrainischen Offensive im Osten bauten ukrainische Kräfte an mehreren Stellen Brückenköpfe östlich des Flusses Oskil weiter aus; dabei wurden russische Kräfte insbesondere im Nordwesten des von ihnen besetzten Lyman zurückgedrängt.
In der zurückeroberten Stadt Isjum wurden nach Angaben der ukrainischen Regierung zwei weitere Massengräber mit hunderten Toten gefunden.
Der russische Oligarch Jewgeni Prigoschin, ein enger Verbündeter von Wladimir Putin, gab erstmals öffentlich zu, dass er die Gruppe Wagner gegründet habe, ein privates Militärunternehmen, das wegen Kriegsverbrechen an Orten angeklagt ist, an denen es stationiert war. Prigoschin hatte zuvor jahrelang jede Beteiligung an der Organisation bestritten.
Kasachstan kündigte an, dass es die Ergebnisse der Referenden über die Annexion in den von Russland besetzten Gebieten in der Ukraine nicht anerkennen werde.
In Wladiwostok hat der russische Geheimdienst FSB eigenen Angaben zufolge einen japanischen Konsul bei der Spionage ertappt und ihn aufgefordert, das Land zu verlassen. Er habe geheime Informationen über die Auswirkungen westlicher Sanktionen auf die wirtschaftliche Lage im Osten Russlands gesammelt.
Der US-amerikanische Außenminister Antony Blinken erklärte, dass die US-amerikanische Regierung nach der Mobilmachung Russlands und der Atomwaffendrohung Putins mit der russischen Regierung in Kontakt getreten sei und sie „vor entsetzlichen Konsequenzen“ eines Atomwaffen-Einsatzes gewarnt habe.
In drei der vier Stränge der zwischen Russland und Deutschland verlaufenden Erdgaspipelines von Nord Stream 1 und Nord Stream 2 kam es am 26. September zu einem unerwarteten und plötzlichen Druckabfall. Nach Angaben der Zeitung Der Tagesspiegel geht die Bundesregierung von einem gezielten Anschlag auf die Pipelines aus. Nach Informationen des Nachrichtenmagazins Spiegel hatte der US-Geheimdienst CIA Hinweise auf Anschläge auf die Pipeline, die sie Wochen vor dem Druckabfall an die Bundesregierung weitergegeben hatte.

### 27. September
Die von russischen Besatzungsbehörden auf ukrainischem Staatsgebiet vorgenommenen Scheinreferenden endeten.
Laut der ukrainischen Regierung sind durch russischen Beschuss auf Perwomajskyj acht Menschen getötet und bei russischem Beschuss auf Kramatorsk, Slowjansk und Torezk drei Menschen getötet und 14 verletzt worden. Die ukrainischen Streitkräfte haben eigenen Angaben zufolge die Siedlung Pisky-Radkiwski zurückerobert. Indirekt bestätigt wurde auch die Rückeroberung des strategisch bedeutenden Eisenbahnknotenpunktes Kupjansk-Wuslowyj, der nach ukrainischen Angaben von russischen Streitkräften beschossen wurde.
Nach Angaben von Frontex sind seit der Erklärung der Mobilmachung Russlands am 21. September fast 66.000 russische Staatsbürger in die EU eingereist. Die kasachische Migrationsbehörde vermeldete die Einreise von etwa 98.000 russischen Staatsbürgern seit dem 21. September.

### 28. September

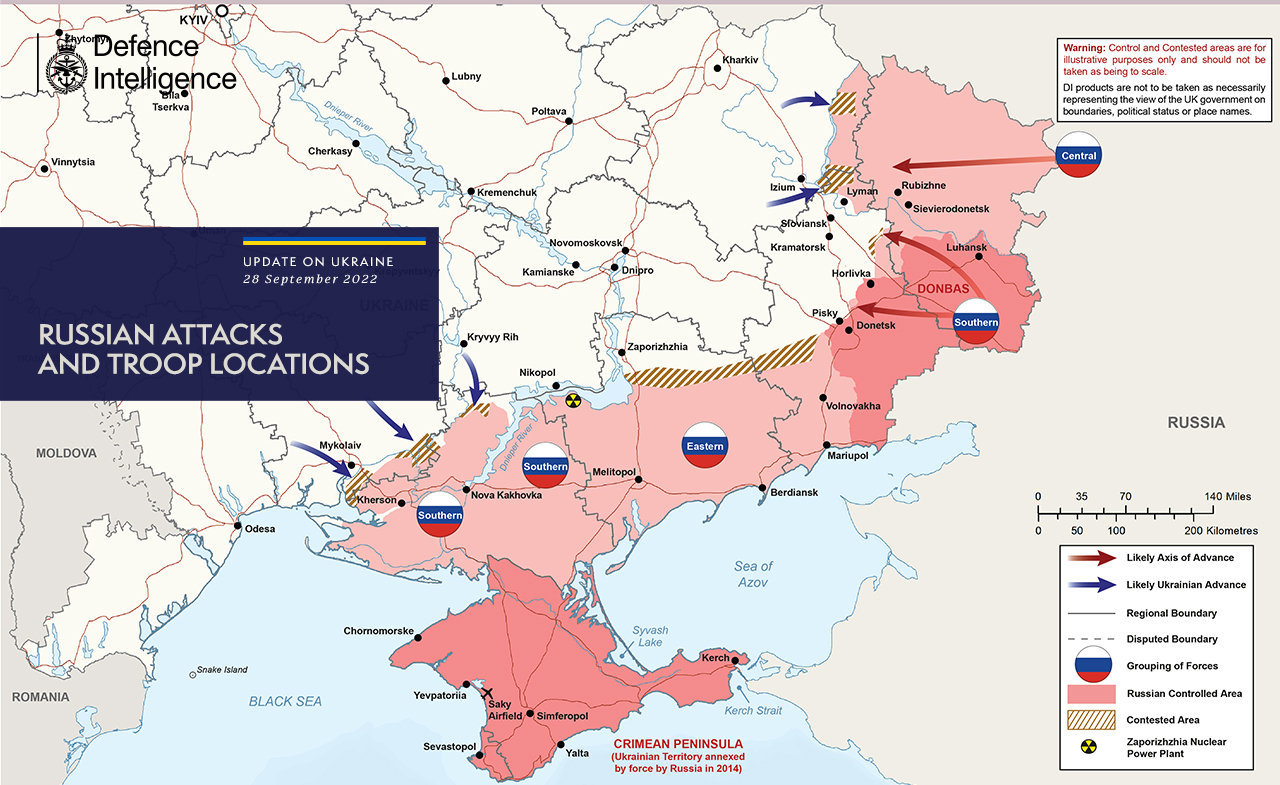
Lagebild des britischen Verteidigungsministeriums vom 28. September 2022

Der von Russland eingesetzte Besatzungsverwalter der Oblast Cherson sowie Leonid Passetschnik, Oberhaupt der „Volksrepublik Lugansk“ (Oblast Luhansk), haben den russischen Präsidenten einen Tag nach dem Ende der Scheinreferenden um einen „Anschluss“ der Regionen an russisches Staatsgebiet gebeten. Nach Angaben der Besatzungsbehörden sollen bei den Scheinreferenden nach vorläufigem Endergebnis in der Oblast Donezk angeblich 99,23 Prozent der Wähler für den Anschluss an Russland gestimmt haben, in der Oblast Luhansk 98,42 Prozent, in der Oblast Saporischschja 93,11 Prozent und in der Oblast Cherson 87,05 Prozent.
Der Sprecher der russischen Regierung erklärte, dass das militärische Mindestziel Russlands die vollständige Einnahme der Oblast Donezk ist.
Die Außenministerien von Polen, Estland und Bulgarien empfahlen ihren in Russland befindlichen Staatsbürgern, das Land so schnell wie möglich zu verlassen. Die US-amerikanische Botschaft in Moskau tat das Gleiche.
Nach Angaben einer ukrainischen Menschenrechtsorganisation haben die russischen Verwaltungen in den von russischen Streitkräften besetzten ukrainischen Gebieten nach der Mobilmachung Russlands mit Zwangsrekrutierungen von Ukrainern begonnen. Berichte von Zwangsrekrutierungen in russisch besetzten ukrainischen Gebieten hatte es bereits im März, April und Mai 2022 aus den selbstproklamierten „Volksrepubliken“ Donezk und Luhansk gegeben.

### 29. September
Die russische Regierung kündigte für den Folgetag den „Anschluss“ der ukrainischen Oblaste, in denen zuvor Scheinreferenden stattfanden, an das russische Staatsgebiet an. Der russische Präsident Wladimir Putin werde laut Regierungssprecher Dmitri Peskow am 30. September ein Abkommen über die Aufnahme der Oblaste in die Russische Föderation unterzeichnen. Das russische Präsidialamt gab am Abend des 29. Septembers bekannt, dass Präsident Wladimir Putin Dekrete unterzeichnet hat, nach denen die Russische Föderation die ukrainischen Oblaste Cherson und Saporischschja als „unabhängige Territorien“ anerkennt. Der ukrainische Präsident Wolodymyr Selenskyj rief die russische Bevölkerung, insbesondere zum Kriegsdienst herangezogene Russen, zum Widerstand gegen die russische Staatsführung auf.
Nach Angaben des britischen Militärgeheimdienstes führt die massive Abwanderung bzw. Flucht infolge der Ausrufung der Mobilmachung in Russland ebendort zu einem Brain-Drain.
Finnland kündigte an, russischen Touristen ab dem 30. September die Einreise zu verweigern. Damit wurden die letzten Grenzübergänge zwischen dem russischen Festland und der Europäischen Union für russische Touristen geschlossen. Einreisen russischer Staatsbürger seien weiterhin bei Familienbesuchen sowie zu Arbeits- und Studienzwecken möglich.

### 30. September
Wladimir Putin unterzeichnete in einer zeremoniellen Versammlung Verträge zur Angliederung der Oblaste Cherson, Saporischschja und der „Volksrepubliken“ Luhansk und Donezk an das Staatsgebiet Russlands.
Wenige Stunden vor der Annexion hatte der russische Regierungssprecher Dmitri Peskow mitgeteilt, dass noch Klärungsbedarf bezüglich des Grenzverlaufs der Regionen Cherson und Saporischschja besteht. Die „Volksrepubliken“ Donezk und Luhansk würden laut Peskow „in den Grenzen von 2014“ als russische Gebiete anerkannt.
Im Sicherheitsrat der Vereinten Nationen legte Russland als ständiges Mitglied des Rates ein Veto gegen eine Resolution ein, mit der die Annexion als Völkerrechtsbruch verurteilt worden wäre.
Wenige Stunden nach der Annexion beantragte der ukrainische Präsident Selenskyj eine beschleunigte Mitgliedschaft der Ukraine bei der NATO.
Ukrainische Truppen hatten weiter Geländegewinne an der Charkiw-Front erzielt; am Mittag meldete die ukrainische Armee die seit fast einem Monat umkämpfte Kleinstadt Jampil in der Oblast Donezk als zurückerobert. Russische Einheiten wurden in der westlicheren Stadt Lyman eingekesselt.
In Saporischschja wurde ein ziviler Konvoi von einer, laut ukrainischen Angaben, russischen Rakete getroffen. Beim Angriff wurden laut dem Gouverneur von Saporischschja, Oleksandr Staruch, mindestens 30 Zivilisten getötet und 88 verletzt; die russische Seite behauptete, der Angriff sei von ukrainischer Seite ausgegangen.
Usbekistan kündigte an, dass es Russen, die vor der Wehrpflicht fliehen, nicht abschieben werde.

## Oktober 2022

### 1. Oktober
Die Ukraine hat Lyman zurückerobert; nach ukrainischen Angaben drohten dort etwa 5000 russische Soldaten eingekesselt zu werden. Russische Truppenteile konnten sich unter hohen Verlusten zurückziehen. Durch die Einnahme von Lyman ist die Überquerung des Siwerskyj Donez in der Oblast Donezk durch ukrainische Truppen Gewissheit. Dieser Umstand ist dem britischen Militärgeheimdienst zufolge strategisch wichtig. So ist es den russischen Streitkräften nicht gelungen, den Fluss zu nutzen, um sich dahinter zu konsolidieren. Militärexperten des Institute for the Study of War (ISW) zufolge ist der russische Rückzug bei Lyman Konsequenz einer geringen militärischen Stärke, die sich aus der angeblichen Entscheidung der russischen Staatsführung ergibt, die Verstärkung der Frontabschnitte in den Oblasten Cherson und Saporischschja höher zu priorisieren als jenen Frontabschnitt bei Lyman.
Angesichts der Vertreibung russischer Streitkräfte aus Lyman plädierte der Präsident Tschetscheniens, Ramsan Kadyrow, dafür, dass Russland „drastischere Maßnahmen“ ergreifen sollte, „bis hin zur Verhängung des Kriegsrechts in den Grenzregionen und dem Einsatz von Atomwaffen mit geringer Sprengkraft.“ Das ISW erklärte diesbezüglich, dass das russische Militär „in seinem derzeitigen Zustand mit ziemlicher Sicherheit nicht in der Lage“ sei, „auf einem nuklearen Schlachtfeld zu operieren“, „obwohl es über die notwendige Ausrüstung verfügt und seine Einheiten in der Vergangenheit dafür ausgebildet hat.“
Im Rajon Kupjansk in der Oblast Charkiw wurde laut dem örtlichen Gouverneur Oleh Synjehubow ein Zivilkonvoi aus sieben Autos von den russischen Streitkräften angegriffen. 24 Bewohner des Dorfes Kuryliwka wurden getötet, darunter eine schwangere Frau und 13 Kinder. Den Konvoi organisierte ein Betrüger einen Tag vor Eintreffen der ukrainischen Truppen.
Die Internationale Atomenergieagentur hat von russischen Behörden die Nachricht erhalten, dass der Leiter des Kernkraftwerkes Saporischschja für Befragungen vorübergehend festgenommen wurde. Zwei Tage später wurde über dessen Freilassung berichtet.

### 2. Oktober
Am 2. Oktober durchbrachen ukrainische Truppen in der Oblast Cherson entlang der westlichen Flussseite des Dnepr russische Verteidigungslinien und verbuchten in der Folge Geländegewinne. Belegt sind die Einnahme der Dörfer Chreschtscheniwka und Solota Balka am rechten Ufer des Dnepr. Laut Angaben der ukrainischen Regierung wurden am 2. Oktober auch die im Umkreis von 42 Kilometern gelegenen Dörfer Archanhelske und Myroljubiwka zurückerobert; russische Kräfte sind von einer möglichen Einkesselung bedroht.
Im Nordosten haben ukrainische Streitkräfte nach der Einnahme von Lyman den Verkehrsknotenpunkt Torske auf halbem Weg nach Kreminna, wo sie russische Stellungen beschossen, zurückerobert. Weiter nördlich wurde Kiwschariwka östlich neben Kupjansk-Wuslowyj, links (östlich) des Oskil als von der ukrainischen Armee zurückerobert gemeldet.

### 3. Oktober

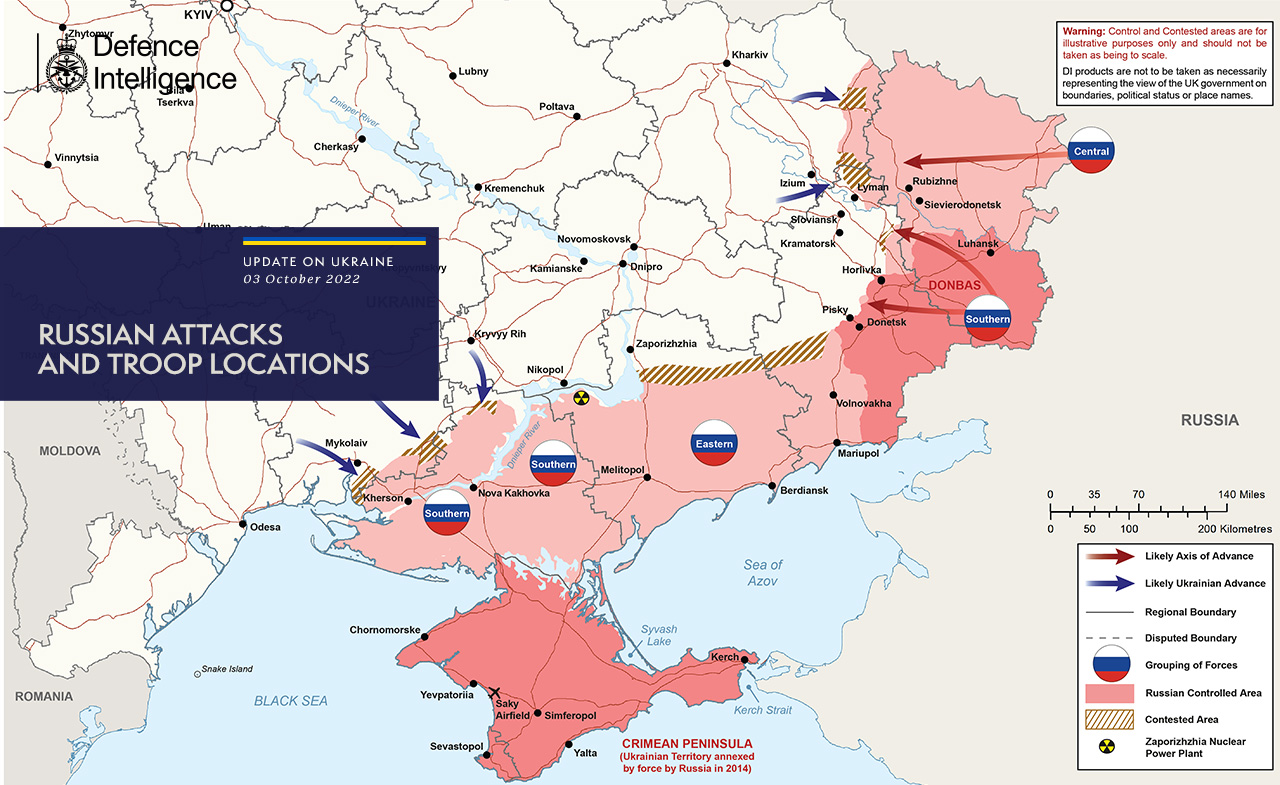
Lagebild des britischen Verteidigungsministeriums vom 3. Oktober 2022

Am Mittag meldete die ukrainische Armee die Ortschaft Borowa im Oblast Charkiw östlich des Oskil und auch fast alle Dörfer der zugehörigen Siedlungsgemeinde als wieder erobert, was einen schnellen Vorstoß der ukrainischen Gegenoffensive, wahrscheinlich aus dem seit einigen Tagen wieder eingenommenen Teildorf Pisky-Radkiwski, bedeutet.
Das Unterhaus des russischen Parlaments ratifizierte die Annexionsverträge der sogenannten Volksrepubliken. Laut Regierungssprecher Dmitri Peskow ist bei den Regionen Cherson und Saporischschja der Grenzverlauf weiter ungeklärt, man werde dies „mit den Einwohnern dieser Regionen diskutieren“.
Das russische Verteidigungsministerium entließ Generaloberst Alexander Schurawljow als Reaktion auf die militärischen Niederlagen. Er wurde durch Generalleutnant Roman Berdnikow ersetzt.
Tschechien rief seine Bürger aufgrund der angespannten Sicherheitslage zum Verlassen Russlands auf.

### 4. Oktober

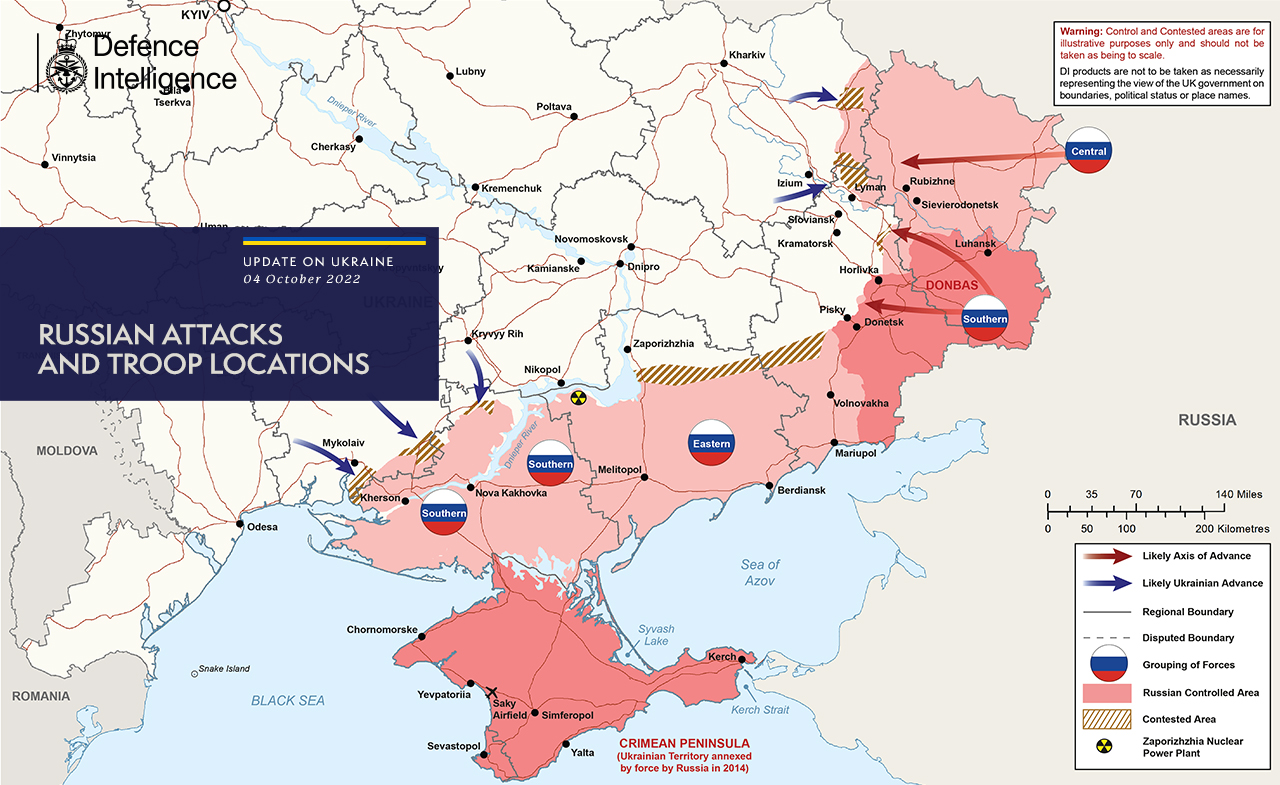
Lagebild des britischen Verteidigungsministeriums vom 4. Oktober 2022

Ukrainische Kräfte setzten ihre Territorialgewinne mit ihren Offensiven im Osten und Süden fort. Im Süden, in der Oblast Cherson, fielen russische Truppen großflächig südlich auf eine Linie zwischen dem seit zwei Monaten umkämpften Dawydiw Brid am Inhulez und Dudtschany am Dnepr zurück. Die Ukraine meldete acht Siedlungen entlang der gesamten Front im Nordosten der Oblast Cherson als zurückerobert, was bestätigt, dass die von der Einkesselung bedrohte russische Verteidigung in diesem Gebiet zusammengebrochen ist. Über den Tag erhöhte sich die Gesamtzahl der von der ukrainischen Armee wieder eingenommene Ortschaften auf etwa 18. Auch die russischen Generalstabskarten beim täglichen Pressebriefing des russischen Verteidigungsministeriums räumen im Vergleich zum Vortag bedeutende Gebietsverluste westlich des unteren Dnipro (Dnepr) ein. Darüber hinaus zeigen sie den Verlust des größten Teils des von der russischen Armee Anfang September gehaltenen Restgebietes der Oblast Charkiw östlich des Oskil bis zur Westgrenze der Oblast Luhansk, wo die russische Armee im September weitere Stellungen errichtete. Der ukrainische Gouverneur der Oblast Luhansk, Serhij Hajdaj, forderte die Zivilbevölkerung der Region auf, große Städte zu verlassen, weil eine ukrainische Gegenoffensive in die Region bevorstünde.
Der ukrainische Präsident Wolodymyr Selenskyj, der zuvor die russische Staatsführung davor gewarnt hatte, dass im Falle von Annexionen der Süd- und Ostukraine Friedensverhandlungen unmöglich würden, erließ am 4. Oktober ein Dekret, das Verhandlungen mit Russland ausschließt, solange Wladimir Putin der Präsident Russlands ist. Der Russische Föderationsrat billigte einstimmig die Annexion von Donezk, Luhansk, Cherson und Saporischschja.

### 5. Oktober
Drei weitere Dörfer in der Oblast Cherson wurden von der ukrainischen Armee zurückerobert. Nach nicht offiziell bestätigten Armeefotos in sozialen Medien hat die ukrainische Gegenoffensive nach dem am 19. September eingenommenen Bilohoriwka wieder Siedlungen in der Oblast Luhansk erreicht.
Der russische Präsident Wladimir Putin unterzeichnete das Gesetz der formellen Annexion und ordnete die Beschlagnahmung des Kernkraftwerks von Saporischschja an.

### 6. Oktober

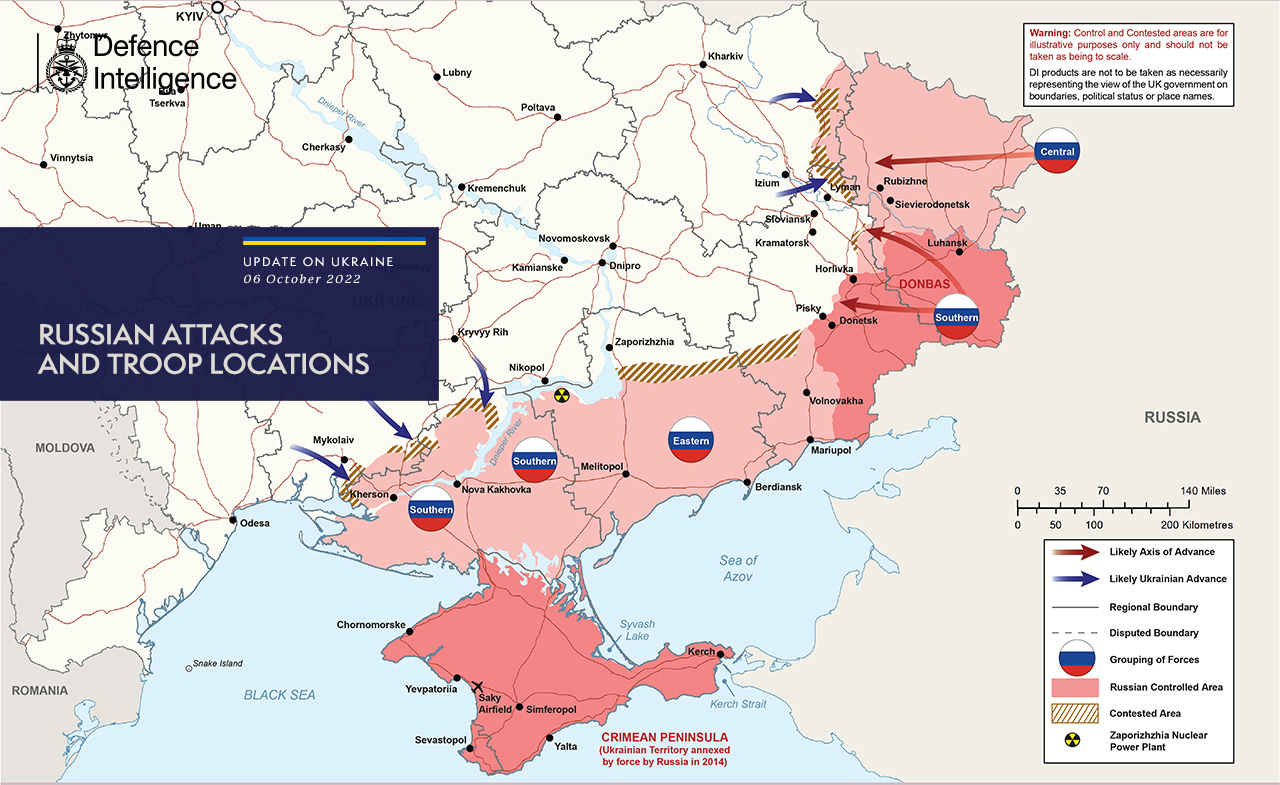
Lagebild des britischen Verteidigungsministeriums vom 6. Oktober 2022

Die ukrainischen Streitkräfte veröffentlichten Videomaterial, das die Befreiung der Siedlung Hluschkiwka im Osten der Oblast Charkiw durch ukrainische Truppen zeigt; die ukrainischen Truppen rückten weiter nach Osten vor, in Richtung des von Russland besetzten Knotenpunkts Swatowe. Russland meldete die Einnahme der Siedlung Sajzewe in der Oblast Donezk. Allerdings war diese Siedlung an der alten Frontlinie von 2014 schon am nächsten Tag wieder unter den Orten, die die russische Armee auf ukrainischer Seite der Front nach ihrer täglichen Routine mit Artillerie beschoss, womit die Siedlung offensichtlich umkämpft bleibt; sicherer scheint dagegen die russische Einnahme der naheliegenden kleineren Dörfer Wessela Dolyna und Mykolajiwka, ebenfalls bei Bachmut.
An der südlichen Front meldeten soziale Medien das Dorf Tryfoniwka als von der ukrainischen Armee zurückerobert. Russische Truppen beschossen Wohngebäude in Saporischschja, töteten dadurch mindestens 11 Menschen und verursachten Brände.
Mit den während der ukrainischen Gegenoffensive vorgefundenen Unmengen an zurückgelassener russischer Munition konnten die insbesondere hinsichtlich Artilleriegeschossen beinahe erschöpften Munitionsbestände der Ukraine ergänzt werden. Auch stellen erbeutete russische Panzer nach Angaben des britischen Militärgeheimdienstes inzwischen die Mehrheit der von der Ukraine eingesetzten Panzer. In den USA hat sich im September die Produktion von ungelenkten Artilleriegeschossen für die ukrainischen Streitkräfte auf 45.000 pro Monat verdreifacht. Vor Beginn des russischen Angriffskriegs lag die monatliche Produktion von ungelenkten Artilleriegeschossen in den USA bei 14.400.
Am 6. Oktober trat ein achtes Sanktionspaket der Europäischen Union in Kraft. Das Europaparlament forderte mit 500 gegen 26 Stimmen „insbesondere die zögernden Mitgliedsstaaten“ auf, ihre Militärhilfe massiv aufzustocken, „insbesondere in den von der ukrainischen Regierung geforderten Bereichen.“

### 7. Oktober

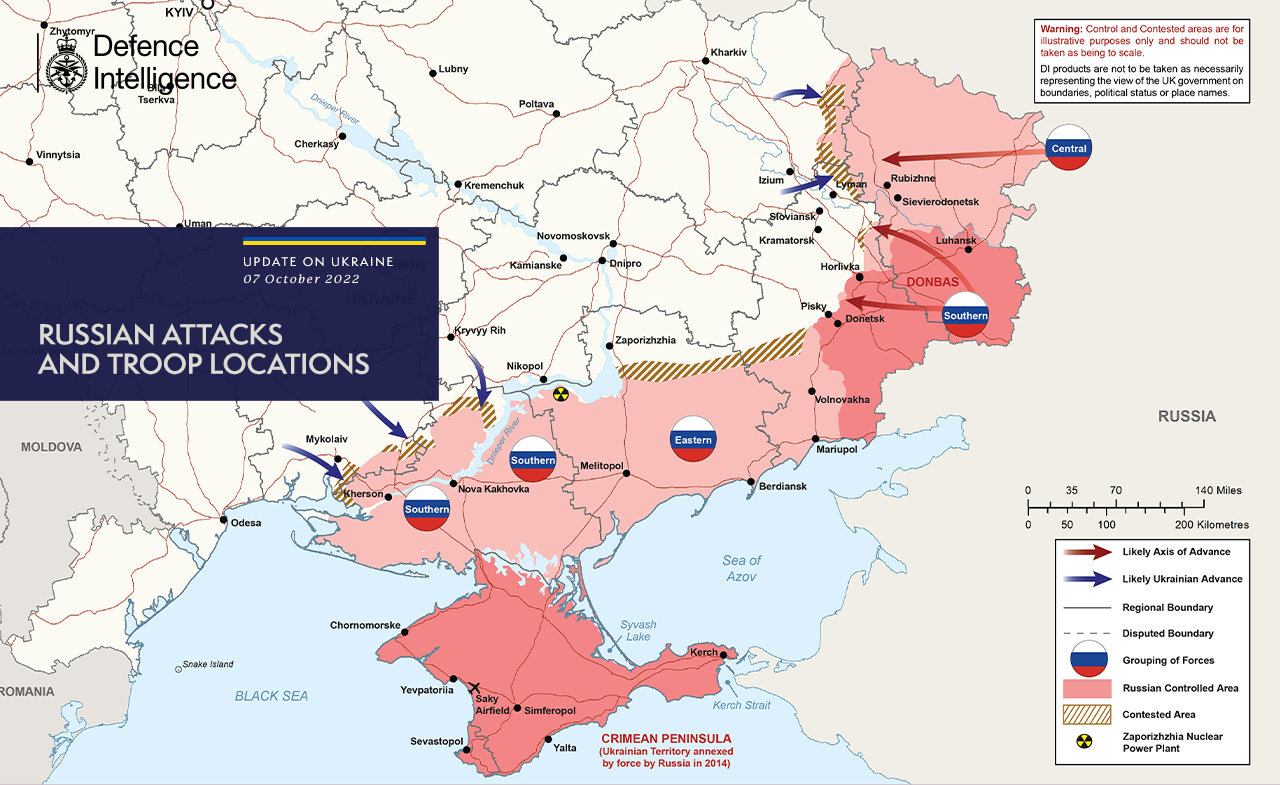
Lagebild des britischen Verteidigungsministeriums vom 7. Oktober 2022

Das ISW berichtete über eine zunehmend aggressive Positionierung des Präsidenten der autonomen Republik Tschetschenien, Ramsan Kadyrow, sowie des Finanziers der Gruppe Wagner, Jewgeni Prigoschin, die eine zu „lasche“ Aktionsweise der russischen Militärführung gegenüber der Ukraine kritisierten.
Der UN-Menschenrechtsrat entschied die Einsetzung eines Sonderberichterstatters für Russland. Dieser soll in einem Jahr dem Menschenrechtsrat einen Report zur Lage in Russland nach einer Verschlechterung der Situation im Zusammenhang mit dem russischen Angriffskrieg gegen die Ukraine vorlegen. 17 Länder, darunter Deutschland und andere europäische Staaten sowie die USA, stimmten dafür. Sechs Länder, darunter China, Kuba und Venezuela, dagegen. Die 24 übrigen Staaten enthielten sich der Stimme.

### 8. Oktober
Durch eine oder mehrere Explosionen auf der Krim-Brücke wurden Segmente einer Fahrbahnhälfte zerstört und stürzten ins Meer. Auf der oberhalb neben der Autobahn verlaufenden Eisenbahnbrücke geriet ein aus Kesselwagen bestehender Güterzug in Brand. Dabei starben nach russischen Angaben mindestens drei Personen.
Das Atomkraftwerk Saporischschja wurde durch russischen Beschuss von der externen Stromversorgung getrennt, sodass automatisch die werkseigene Notstromversorgung ansprang. Einen Tag später war die reguläre Stromversorgung wiederhergestellt.
Die russische Staatsführung hat mit Sergei Surowikin erstmals offiziell einen Kommandeur für alle russischen Truppen in der Ukraine ernannt.
Das ukrainische Einwanderungszentrum verweigerte die Verlängerung von Visa für iranische Studenten, da Russland während der Invasion iranische Drohnen eingesetzt hatte, dies auch gegen zivile Ziele. Bereits am 26. September hatte ein ukrainischer Journalist berichtet, dass iranische Instruktoren für die Drohnen im Gebiet Cherson getötet worden seien, während der Iran weiterhin diese bekannten Lieferungen abstritt.
Die ukrainischen Behörden gaben an, dass seit der Befreiung von Charkiw 530 Leichen gefunden wurden, darunter 225 Frauen, 257 Männer und 19 Kinder. Allein in Isjum wurden 447 Leichen in einem Massengrab entdeckt.

### 9. Oktober
Die Ukraine hat eigenen Angaben zufolge in den vergangenen Tagen sieben Orte in der weitgehend von Russland besetzten Oblast Luhansk im Osten ihres Landes zurückerobert. Dazu zählten etwa die Dörfer Nowoljubiwka und Hrekiwka, erklärte der ukrainische Verwaltungschef für Luhansk, Serhij Hajdaj. Diese beiden und eine weitere gehören zur Siedlungsgemeinde von Krasnoritschenske, Rajon Swatowe, westlich der Straße von Kreminna nach Swatowe, vier weitere Siedlungen gehören zur Siedlungsgemeinde von Kolomyjtschycha, westlich von Swatowe, darunter das am 9. Oktober wieder unter Kontrolle gebrachte Stelmachiwka, nur noch knapp über 10 km vom Stadtrand des strategisch bedeutenden Verkehrsknotenpunktes Swatowe.
Im Rahmen der ukrainischen Gegenoffensive in der Region Cherson wurden dem ukrainischen Militär zufolge bislang 1170 Quadratkilometer zurückerobert.
Bei einem Raketenangriff der russischen Streitkräfte auf Wohngebäude in der Oblasthauptstadt Saporischschja wurden nach ukrainischen Angaben mindestens 17 Zivilisten getötet und 40 weitere verletzt.

### 10. Oktober

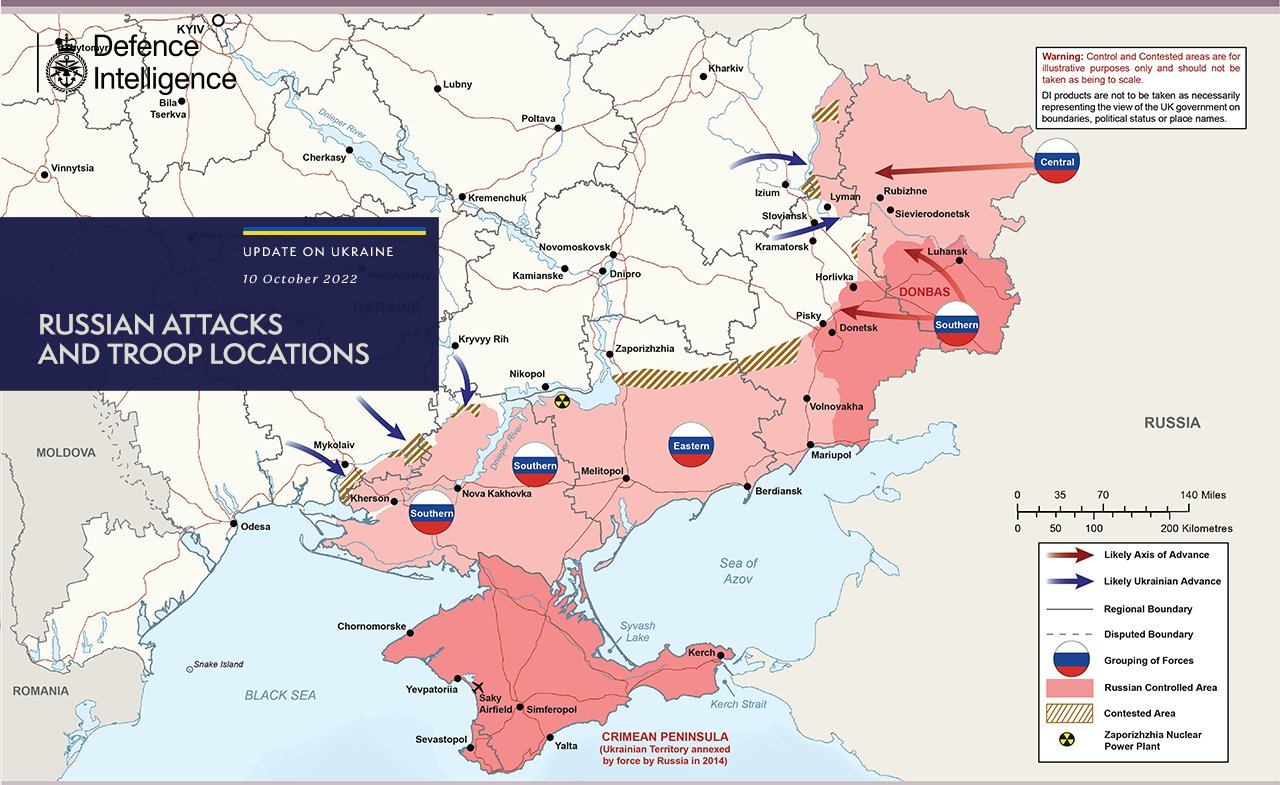
Lagebild des britischen Verteidigungsministeriums vom 10. Oktober 2022

In den frühen Morgenstunden des 10. Oktober bombardierte Russland die größten Städte der Ukraine, darunter Dnipro, Saporischschja, Charkiw, Nikopol, Slowjansk, Kiew sowie Lwiw, Iwano-Frankiwsk, Chmelnyzkyj, Schytomyr und Ternopil in der Westukraine, mit Raketen, wobei laut staatlichem Notdienst der Ukraine über zwanzig Menschen getötet und 108 verletzt wurden. Demgegenüber gab Russland an, die Angriffe vom 10. Oktober seien mit der chirurgischen Präzision von Marschflugkörper auf das ukrainische Militär, die Sicherheitskommandozentralen und das nationale Energienetz gerichtet gewesen. Open-Source-Beweise zeigen jedoch, dass mehrere Raketen zivile Ziele, Wohngebäude, Kindergärten und Spielplätze zerstörten. Diese Anschläge waren Russlands größter koordinierter Raketenangriff seit Kriegsbeginn, sie wurden mit mindestens 28 gestarteten Raketen am nächsten Tag fortgesetzt und führten dazu, dass viele Zivilisten in Kiew, Lemberg, Winnyzja und Dnipro keinen oder nur sporadischen Zugang zu Elektrizität hatten. Die Angriffe mit Marschflugkörpern auf die Energieinfrastruktur der Ukraine wurden am 17. und 18. Oktober fortgesetzt. Laut Bellingcat sollen die Angriffe von Oberstleutnant Igor Bagnjuk, Kommandeur der Untereinheit GVC, und Mitgliedern seines 33-köpfigen Teams geplant und ausgeführt worden sein. Diese Untereinheit GVC (russisch Главный Вычислительный Центр (ГВЦ)) des „Hauptrechenzentrums des Generalstabs“ der Streitkräfte Russlands ist verantwortlich für die Programmierung von Lenkflugkörpern.
Kleinere Städte wie Marhanez und Obuchiw wurden ebenfalls angegriffen. Die ukrainischen Behörden vermeldeten mindestens 8 Tote und 24 Verletzte aus Kiew. Die Einschläge trafen allein in Kiew mehrere zivile Ziele; so wurden unter anderem ein Kinderspielplatz, die als Sehenswürdigkeit bekannte Klitschko-Brücke, das 27-stöckige Geschäftszentrum 101 Tower und eine Kreuzung neben der Taras-Schewtschenko-Universität getroffen.
Bei den russischen Luftangriffen sind laut der ukrainischen Regierung auch elf wichtige Infrastruktureinrichtungen in der Hauptstadt Kiew und acht weiteren Regionen beschädigt worden. Das ukrainische Militär erklärte, 43 von 83 Raketen, die Russland abgefeuert haben soll, durch Luftabwehr abgefangen zu haben. Die OSZE verurteilte die Angriffe als „Terror“. Präsident Putin bezeichnete die Raketenangriffe gegen zahlreiche ukrainische Städte als „Langstreckenraketen gegen die Energie-, Militär- und Kommunikationsinfrastruktur“ der Ukraine und drohte mit einer noch härteren „Antwort“, sollten „ukrainische Angriffe“ fortgesetzt werden.
Drei russische Raketen, die von Kriegsschiffen im Schwarzen Meer aus gestartet worden waren, durchquerten moldauischen Luftraum, woraufhin Moldau den russischen Botschafter einbestellte. Das Kommando der Luftwaffe der Ukraine berichtete, dass Russland die Typen Ch-101, Ch-555 von Bombern verwendete, Kalibr-Raketen aus dem Schwarzen Meer, Iskander, S-300P, ungelenkte Tornado sowie iranische Shahed-136-Drohnen nutzte, aber auch erneut den Seezielflugkörper Ch-22, welcher in Saporischschja ein Wohnhochhaus traf.
Der Präsident von Belarus, Aljaksandr Lukaschenka, verkündete, mit Russland eine gemeinsame Militärgruppe aufstellen zu wollen, ohne den genauen Standort zu nennen. Lukaschenka begründete diesen Schritt mit der Anschuldigung, die Ukraine würde einen Angriff auf Belarus planen. Gleichzeitig beobachtete eine belarussische Organisation das Verladen von Panzern in Richtung Russland. Der belarussische Verteidigungsminister Wiktar Chrenin schloss eine aktive Teilnahme seines Landes an Russlands Angriffskrieg gegen die Ukraine aus. Polen rief in Belarus befindliche polnische Staatsbürger zum Verlassen des Landes auf.

### 11. Oktober

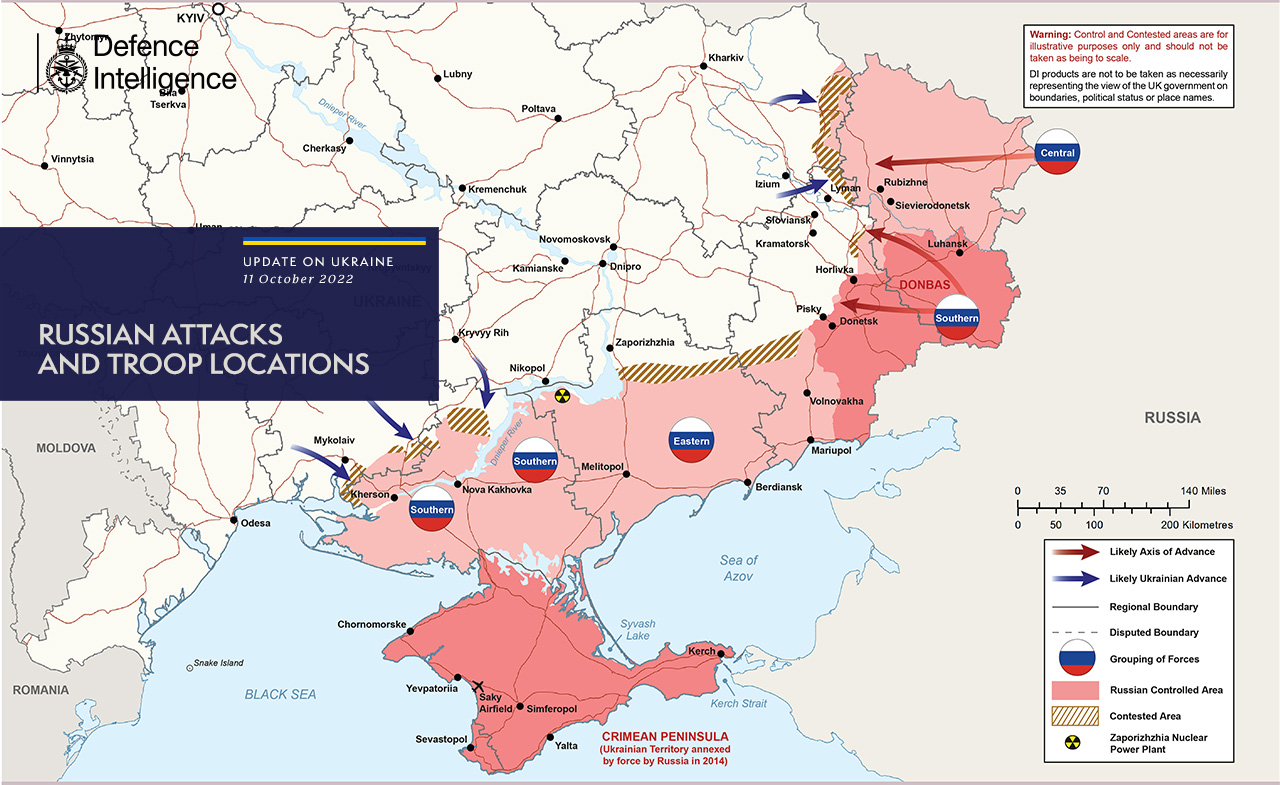
Lagebild des britischen Verteidigungsministeriums vom 11. Oktober 2022

Ein erstes – von vier geplanten – in Deutschland entwickeltes Luftverteidigungssystem IRIS-T SLM wurde an das ukrainische Militär übergeben.

In Lwiw kam es zu einem großen Stromausfall, nachdem ein russischer Raketenangriff „kritische Infrastruktur“ beschädigt hatte.
Der Gouverneur der Oblast Belgorod warf der Ukraine Beschuss auf ein Umspannwerk vor. Bei der Explosion in Belgorod soll es sich laut ukrainischen Angaben um eine abgestürzte russische Rakete gehandelt haben.
Russland listete Meta Platforms, zu denen Instagram, Facebook und WhatsApp gehören, als „terroristische und extremistische“ Gruppe.

### 12. Oktober
Die Ukraine konnte weitere fünf Siedlungen in der Oblast Cherson sichern.
Trotz ihres Widerstandes schätzten die russischen Militär- und Besatzungsbehörden offenbar ihre Möglichkeiten, das Gebiet westlich des unteren Dnepr mit der Hauptstadt Cherson halten zu können, als sehr gering ein und gingen seit einigen Tagen zur „Evakuierung“ der Bevölkerung nach Russland über.
An der nordöstlichen Front haben die russischen Truppen wohl seit dem 11. Oktober einen Gegenangriff von Kreminna in Richtung Lyman versucht, der sie bis Torske führte, den ukrainische Truppen aber stoppten und Torske und einzelne weitere Dörfer wieder zurückeroberten. Russische Verluste müssen erheblich gewesen sein; nach einer Recherche eines unabhängigen russischen Internetportals verweigerten auf einer Militärbasis in der Oblast Belgorod 100 neu eingezogene Rekruten trotz inzwischen hoher Strafen den Einsatz, weil sie erfuhren, dass von ihren Vorgängern beim Angriff auf Lyman nur ein einziger von 100 Soldaten überlebt habe.
Russische Truppen griffen einen Marktplatz in Awdijiwka im Oblast Donezk an, töteten dabei mindestens sieben Zivilisten und verletzten acht weitere.
Russische Behörden gaben an, dass acht Personen (fünf Russen und drei Ukrainer und Armenier) wegen der Explosion auf der Krimbrücke festgenommen worden seien.
Der französische Präsident Emmanuel Macron kündigte an, dass Frankreich Radar- und Luftverteidigungssysteme in die Ukraine schicken werde.
Auch das Verteidigungsministerium des Vereinigten Königreichs kündigte an, dass es Raketen des Typs AIM-120 AMRAAM an die Ukraine liefern werde; diese seien in der Lage, Marschflugkörper abzufangen. Weitere 18 Haubitzen werden dem ukrainischen Militär gespendet.

Abstimmungsverhalten der UNO-Mitgliedstaaten bei der Resolution der Vollversammlung zur russischen Annexion vom 12. Oktober 2022.
Dafür
Dagegen
Enthaltung
Abwesend
Nichtmitglied

Die Generalversammlung der Vereinten Nationen verabschiedete eine Resolution, in der Russlands „versuchte illegale Annexion“ ukrainischen Territoriums verurteilt wurde. Von den 193 Mitgliedern stimmten 143 für die Resolution, nur Belarus, Nicaragua, Nordkorea, Russland und Syrien stimmten dagegen. 35 Staaten, darunter die mit Russland in der Shanghaier Organisation für Zusammenarbeit (SOZ) zusammengeschlossenen Staaten China, Indien, Pakistan, Kasachstan, Kirgisistan, Tadschikistan und Usbekistan, enthielten sich; das SOZ-Neumitglied Iran nahm wie neun weitere Staaten nicht an der Abstimmung teil.
Die Republik Moldau forderte ihre Bürger auf, ihren Stromverbrauch zu reduzieren, nachdem die Ukraine den Stromexport wegen russischer Raketenangriffe ausgesetzt hatte, die kritische Infrastruktur beschädigt hatten.
Ein Bewohner Moskaus wurde vom Bezirksgericht zu 15 Tagen Haft und 50.000 Rubeln (800 Euro) Strafe verurteilt, weil er in seinem Auto ukrainische Musik gehört und dadurch die russischen Streitkräfte diskreditiert habe.

### 13. Oktober
Nach einem von The Kyiv Independent verbreiteten Bericht des ukrainischen Generalstabs hat die russische Armee an Teilen der Donezk-Front aufgrund der extrem niedrigen Moral mit häufigen Desertionen und Befehlsverweigerungen die Offensivversuche eingestellt. An diesem Frontabschnitt von Bilohoriwka im Norden bis Blahodatne im Süden führte die russische Armee regelmäßig Offensivversuche über die ganze Frontlänge gegen die westliche Oblast Donezk durch, trotz ukrainischer Erfolge in anderen Gebieten und obwohl dabei von Anfang Juli bis Anfang Oktober keine Siedlung mehr eingenommen wurde, weshalb das ISW die strategischen Fähigkeiten der russischen Armeeführung als „zweifelhaft“ einschätzte. Nach Ereignissen der Folgetage betrifft diese Einstellung nicht die ganze Donezk-Front, besonders nicht die Umgebung von Bachmut, wo ab dem 6. Oktober wieder Vororte erobert wurden, wobei die Hauptlast aber inzwischen von Wagner-Söldnern, nicht mehr von regulären Einheiten getragen wird.
Russland kündigte an, dass es Zivilisten aus Cherson in „andere Regionen des Landes“ evakuieren werde, nachdem der Leiter der Militär-Zivilverwaltung von Cherson, Wolodymyr Saldo, sich dafür ausgesprochen hatte.
Der Tod des Chersoner Chefdirigenten Jurij Kerpatenko wurde öffentlich bekannt, nachdem er seit September vermisst wurde. Er hatte sich geweigert, mit den russischen Besatzern zu kollaborieren, die unter anderem ein Propagandakonzert für den 1. Oktober mit seinem Orchester planten.
Die Parlamentarische Versammlung des Europarates erklärte in einer Resolution Russland zu einem „terroristischen Regime“. Der betreffende Resolutionstext wurde mit 99 Jastimmen und einer Enthaltung (Türkei) angenommen. Darin heißt es, dass die jüngsten nuklearen Drohungen Moskaus gegen das Völkerrecht verstoßen, was die Frage nach Russlands Sitz im UN-Sicherheitsrat aufwirft.

### 14. Oktober
Als die Ukraine im Oktober Druck auf das Internationale Komitee vom Roten Kreuz (IKRK) ausübte, veröffentlichte es eine Erklärung, wonach es weiterhin keinen Zugang zu den ukrainischen Soldaten, welche sich in Oleniwka in russischer Kriegsgefangenschaft befanden, erhalten hatte. In der Erklärung schrieb das IKRK ganz generell: „Wir konnten Hunderte von Kriegsgefangenen besuchen, aber es gibt noch Tausende mehr, die wir nicht aufsuchen konnten.“ Dies entspreche nicht den internationalen Verpflichtungen der Kriegsparteien.

### 15. Oktober
Auf einem russischen Truppenübungsplatz in der Oblast Belgorod nahe der Grenze zur Ukraine wurden Freiwillige für den Einsatz in der Ukraine trainiert. Zwei junge Freiwillige aus Tadschikistan eröffneten das Feuer auf andere Freiwillige, töteten 11 und verletzten 15, ehe sie selbst getötet wurden.

### 16. Oktober
Laut der Washington Post und iranischen Quellen bereite der Iran nicht nur weitere Lieferungen der bislang verwendeten Shahed-136-Drohnen an Russland vor, sondern auch der schnelleren und zerstörerischen Arash-2-Drohnen sowie ballistischen Raketen vom Typ Fateh-110 und deren Nachfolger Zolfaghar.

### 17. Oktober
Am Morgen des 17. Oktober wurden aus vier ukrainischen Regionen russische Raketen- und Drohnenangriffe gemeldet, dabei wurde wieder zivile Infrastruktur angegriffen. In Kiew stellte sich nach der Rettung von 18 Personen aus einem Wohnhaus heraus, dass vier Menschen in den Trümmern des Hauses gestorben waren, darunter eine schwangere Frau.
Die Europäische Union richtete die European Union Military Assistance Mission Ukraine (EUMAM Ukraine) ein, eine militärische Sondermission zur Ausbildung der ukrainischen Streitkräfte auf dem Territorium der EU-Mitgliedstaaten.
Der Tod von Roman Malyk, einem engen Vertrauten Putins, wird bekannt. Er war zuletzt Militärkommissar und für die Rekrutierung russischer Kämpfer aus der Region um Wladiwostok für den Krieg in der Ukraine zuständig. Sein Tod ist der jüngste Fall in einer Reihe von mysteriösen Todesfällen in Putins engem Umfeld.

### 18. Oktober
Russland beschoss in Sumy Infrastruktur mit drei Raketen, dazu erfolgte in der Region innerhalb eines Tages 300-mal Beschuss, wobei fünf Menschen starben. In Mykolajiw wurden Sonnenblumenöl-Container, welche exportiert werden sollten, beschossen sowie ein zweistöckiges Wohnhaus getroffen, was einen Toten zur Folge hatte. In Dnipro war ebenfalls Infrastruktur getroffen worden und ließ Teile der Stadt ohne Strom und ohne Wasser.
Das ukrainische Parlament, die Werchowna Rada, verabschiedete mit einer Mehrheit von 290 Stimmen bei 352 anwesenden Abgeordneten eine Resolution, nach der die Ukraine die Tschetschenische Republik Itschkerien als vorübergehend von Russland besetztes Gebiet betrachtet.
Russland meldete nach mehreren Rückschlägen die Einnahme der Siedlung Gorobiwka im ostukrainischen Gebiet Charkiw.

### 19. Oktober
Der russische Präsident Wladimir Putin unterschrieb ein Dekret, durch das mit Wirkung ab dem 20. Oktober in den von Russland annektierten ukrainischen Oblasten Cherson, Saporischschja, Donezk und Luhansk das „vollständige“ Kriegsrecht verhängt wird und in ganz Russland ein „teilweises“ Kriegsrecht. Dessen Einführung ermöglicht Russland weitere Einschränkungen der Rechte der Bevölkerung wie Vertreibung oder auch Zwangsarbeit.
Gleichzeitig drängten lokale Besatzungsbehörden auf die Evakuierung der zivilen Bevölkerung von Cherson; dabei kamen Berichte auf, dass russisches Personal und dessen ukrainische Hilfskräfte bei der Flucht massiv Diebesgut aus ukrainischem Eigentum (einschließlich Haushaltsgeräten, PKW bis hin zu Feuerwehrfahrzeugen) abtransportierten.
Der Schweizer Bundespräsident Ignazio Cassis zeigte sich nach seinem Besuch in Kiew „entsetzt über den Aggressionskrieg gegen die zivile Infrastruktur“.

### 20. Oktober
Der ukrainische Präsident erklärte, dass, soweit er wisse, „wir sicher nicht“ den Angriff auf die Krim-Brücke befohlen hätten. Gleichzeitig warnte er, Russland habe den Staudamm des Wasserkraftwerks Kachowka vermint und beabsichtige ihn in die Luft zu sprengen.
Der Sprecher des US-Außenministeriums Ned Price sagte, dass die USA bestätigen können, dass iranisches Militärpersonal auf der Krim stationiert ist und den dortigen russischen Soldaten beim Einsatz der iranischen Drohnen helfe, um Angriffe in der Ukraine durchzuführen.

### 21. Oktober

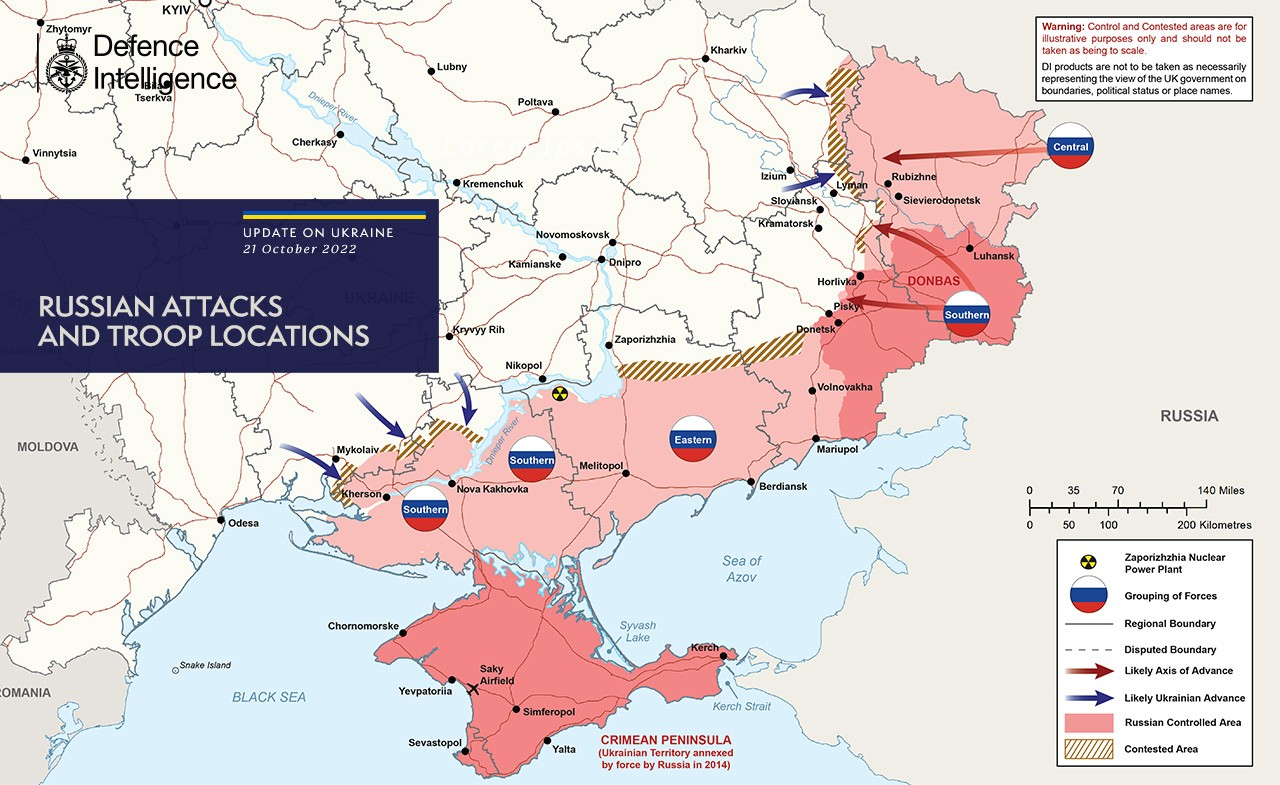
Lagebild des britischen Verteidigungsministeriums vom 21. Oktober 2022

Laut der Jerusalem Post sind zehn Angehörige der Streitkräfte des Iran, die beim Start von Drohnen auf ukrainische Städte beteiligt gewesen waren, in der Region Cherson getötet worden.
7822 gefallene Russische Soldaten waren den freiwilligen Rechercheuren in Russland bis am 21. Oktober 2022 namentlich bekannt.

### 22. Oktober
Die russischen Besatzungsbehörden gingen über den Befehl vom 19. Oktober zur Teilevakuierung der Zivilbevölkerung der Stadt Cherson und einer Evakuierung aller russischen Besatzer, ukrainischen Kollaborateure und Behördenmitarbeiter und ihrer Familien aus der Oblast Cherson westlich des unteren Dnipro (russisch Dnepr) hinaus und forderten die gesamte Zivilbevölkerung der Großstadt Cherson auf, „noch heute“ die Stadt zu verlassen und ans Ostufer des Dnipro zu wechseln. Die Freiwilligkeit dieser Evakuierung unter Kriegsrecht ist fraglich – Cherson war bis zum Frühsommer Schauplatz sehr großer, friedlicher Protestdemonstrationen gegen die russische Besatzung, die gewaltsam niedergeschlagen wurden – und die ukrainische Seite wertet die Evakuierung als „Propagandashow“, „Deportation“ und „Geiselnahme von Zivilisten als menschliche Schutzschilde“. Parallel berichtet die ukrainische Armee, dass ebenfalls russische Einheiten und große Mengen Munition und militärisches Gerät ans Ostufer des Dnipro verlegt werden. Beides führt zu der Hypothese, dass sich die von beiden Seiten mit Nachrichtensperre belegten Kämpfe in der Region so entwickelten, dass sich die russische Armee in den nächsten Tagen von ihren Stellungen am Westufer des Dnipro mit der Stadt Cherson zurückziehen muss, vielleicht aber noch versuchen wird, die ukrainische Armee in einen verlustreichen Häuserkampf im Stadtgebiet zu ziehen, oder den Staudamm von Nowa Kachowka zur befürchteten Flutung des Stadtgebiets sprengen will. Die ukrainische Armee meldete, dass zwei Dörfer an der Front, Tschariwne und Tschkalowe, von der russischen Armee geräumt und aufgegeben worden seien.
Im Nordosten gibt es weiter Kämpfe und unbestätigte Berichte über abgewehrte lokale Offensiven beider Seiten. Ukrainische Gegenoffensivversuche bei Terny und Nowosadowe nordöstlich von Lyman liefern Indizien, dass die seit September entstehenden russischen Verteidigungsstellungen an der Westgrenze der Oblast Luhansk, westlich der Regionalstraße R66 Swatowe–Kreminna noch nicht in allen Teilabschnitten fertiggestellt sind. In sozialen Medien präsentierte sich eine weitere Verteidigungsstellung der Wagner-Söldner der Öffentlichkeit, wobei bürokratische Hürden durch russische Besatzungsbehörden beklagt wurden. Der Militärhistoriker Christian Hartmann schätzt ihre Bauweise mit Linien von Beton-Panzersperren und Gräben aber als „altertümlich“ ein, sie hätten „eher eine propagandistische und psychologische Bedeutung für die Verteidiger“ als militärische Wirksamkeit. Zu der Einschätzung passt, dass sie später auch entlang der Grenze der russischen Oblast Belgorod zur Ukraine verlaufen soll, in der es nur ukrainische Luftschläge zur defensiven Störung des russischen Nachschubs gegeben hat. Beachtlich ist auch, dass sie mit Ausnahme weniger Ortschaften nur die schon vor 2022 besetzten Teile der Oblaste Luhansk und Donezk umfassen soll, womit die Wagner-Söldner die meisten Eroberungen von 2022 als schlecht zu halten einschätzen.
Kürzlich mobilisierte Russen waren an der Front dermaßen im Stich gelassen worden, dass sie sich weigerten, dorthin zurückzukehren; so gelangten schon während laufender Mobilisierung rund 20 Mobilisierte in Kerker der sogenannten Volksrepublik Luhansk.
Russland bombardierte erneut die Infrastruktur der Energieversorgung in der Ukraine; als Resultat davon sind nach ukrainischen Angaben mehr als 1 Million Menschen ohne Strom. Die ukrainische Luftwaffe meldete, dass 18 von insgesamt 33 Raketen abgefangen wurden.

### 23. Oktober
Der russische Verteidigungsminister Sergei Schoigu behauptete gegenüber Verteidigungsministern von Frankreich, Großbritannien, USA und der Türkei, dass die ukrainische Regierung mit dem Bau einer schmutzigen Bombe begonnen habe. Sie wolle sie auf eigenem Gebiet unter falscher Flagge einsetzen, um den Einsatz mit radioaktivem Material Russland anzulasten. Die ukrainische Regierung verwies darauf, dass die Ukraine dem Atomwaffensperrvertrag angehöre, und erklärte, dass Russland „oft andere für etwas beschuldige, das es selbst plant“. Frankreich, Großbritannien und die USA erklärten gemeinsam, dass Russland einen Vorwand für eine weitere Eskalation schaffen wolle.

### 24. Oktober
Nach Verteidigungsminister Schoigu am Vortag telefonierte der Generalstabschef Russlands mit seinen ausländischen Kollegen wegen einer angeblichen schmutzigen Bombe der Ukraine, hochrangige Vertreter Russlands sowie der russische Außenminister verbreiteten ebenfalls dieses am Vortag erhobene Narrativ, das zudem dem Sicherheitsrat vorgelegt werde. Die russische Regierung erklärte ferner, dass es seine Streitkräfte in der Ukraine auf den Einsatz unter Bedingungen radioaktiver Strahlung vorbereite. Der Sicherheitssprecher der USA sagte: „Wir haben in der Vergangenheit gesehen, dass die Russen gelegentlich andere für Dinge verantwortlich gemacht haben, die sie vorhatten zu tun.“ Früher im Krieg hatte Russland ähnliche Behauptungen über chemische und Biowaffen aufgestellt. Die Internationale Atomenergie-Organisation werde die Anlagen der Ukraine kontrollieren und bestätigte die Aussagen der Ukraine; die IAEO habe vor einem Monat einen dieser Orte inspiziert, „und alle unsere Schlussfolgerungen stimmten mit den Erklärungen der Ukraine zu Schutzmaßnahmen überein“.
Am Abend berichtete die ukrainische Armee, die russischen Truppen im Nordosten weiter zurückgedrängt und vier weitere Dörfer, drei am Westrand der Oblast Luhansk und eines hinter der Grenze im nördlichen Teil der Oblast Donezk, zurückerobert zu haben.
Bellingcat veröffentlichte einen mit Insider und Spiegel erstellten investigativen Bericht. Darin wurden namentlich diejenigen russischen Militärangehörigen genannt, welche mutmaßlich für die Programmierung und Zielführung der russischen Raketenangriffe verantwortlich sind. Der Bericht nennt Moskau und Sankt Petersburg als Standorte der Hauptquartiere. Des Weiteren unterstellte der Bericht Russland, gezielt gegen zivile Ziele vorzugehen.
Im Rahmen der Eröffnung des Ukrainisch-Deutschen Wirtschaftsforums lobte Ministerpräsident Denys Schmyhal das von Deutschland gelieferte Luftabwehrsystem IRIS-T SLM. Es wurden bislang mit zehn Raketen neun Treffer erzielt (90 % Trefferquote). Die Kosten von IRIS-T-Abwehrraketen mit € 300.000 bis 400.000 pro Schuss sind zwar hoch, rechnen sich aber gegenüber den verhinderten Schäden an den beabsichtigten Zielorten.

### 25. Oktober
Die ukrainische Atomenergiebehörde Energoatom meldete nicht autorisierte Arbeiten des russischen Militärs an Lagertanks mit verbrauchtem Kernbrennstoff im Kernkraftwerk Saporischschja; ukrainischen Technikern und Beobachtern der Internationalen Atomenergie-Organisation sei der Zutritt verwehrt worden. Energoatom forderte eine Abklärung der Vorgänge durch die IAEA.
Im ukrainisch kontrollierten Teil der Region Donezk wurden sieben Zivilisten durch russischen Beschuss getötet und 19 Wohngebäude zerstört.

### 26. Oktober
Das russische Außenministerium veröffentlichte angebliche Beweisfotos für den Bau einer schmutzigen Bombe in der Ukraine. Ein Foto stammt jedoch nach Identifikation durch Atomexperten der slowenischen Regierung von der slowenischen Agentur für radioaktive Abfälle (ARAO, slowenisch Agencija za radioaktivne odpadke) und wurde schon 2010 veröffentlicht. Andere „Beweisfotos“ zeigen das seit März unter russischer Besatzung stehende Atomkraftwerk Saporischschja sowie das russische Kernkraftwerk Belojarsk. Auch werden Fotos aus einem industriellen Forschungszentrum im russischen Nowosibirsk gezeigt, eine Grafik wurde schon 2016 in anderem Zusammenhang gepostet.

### 27. Oktober
In der von Russland eingenommenen Stadt Berdjansk vermeldete die Regierung, dass ein neues Gesetz in Kraft treten soll, welches der russischen Verwaltung erlaubt, die Mobiltelefone der Einwohner stichprobenartig zu kontrollieren. Wer ukrainische Medien abonniert habe, kann als „ausländischer Agent“ eingestuft werden. Die Behörden betonen allerdings, dass bei einer ersten Entdeckung „nur“ eine Verwarnung ausgesprochen wird. Bei weiteren Verstößen drohen Bußgelder sowie eine strafrechtliche Haftung gemäß russischem Gesetz über die Aktivitäten von ausländischen Agenten.
Nach Beobachtungen der laufenden Woche widersprach der ukrainische Präsident Wolodymyr Selenskyj früheren Beobachtungen eines Teilabzugs und Schlussfolgerungen aus den Evakuierungen von Zivilbevölkerungen, die russische Armee wolle sich vom rechten, westlichen Ufer des Dnipro um Cherson zurückziehen, die besten Einheiten blieben vielmehr vor Ort. Die beobachteten Indizien seien wohl eine (Des-)Informationsoperation, um ukrainische Einheiten von anderen schwierigen Fronten anzulocken.
Obwohl Russland mit der Annexion der Krim 2014 und Annexion der Süd- und Ostukraine 2022 seine eigenen Garantien ukrainischer Grenzen im Budapester Memorandum nicht einhielt, erklärte der russische Präsident Wladimir Putin in seiner Rede auf dem Waldai-Klub, dass nur Russland die territoriale Integrität der Ukraine gewährleisten könne, und forderte eine Mission der Internationalen Atomenergie-Organisation in der Ukraine, die – wie Putin behauptete – eine schmutzige Bombe vorbereite.

### 29. Oktober
Am 29. Oktober 2022 fand ein koordinierter Angriff durch vermutlich 16 Schiffs- und Flugdrohnen auf im Hafen von Sewastopol liegende Schiffe der russischen Schwarzmeerflotte statt. Laut russischen Angaben konnte die russische Marine den Angriff „abwehren“. Das russische Verteidigungsministerium behauptete zusätzlich, Personal der britischen Marine habe den Angriff ausgeführt. Die gleiche Einheit hätte nach russischer Darstellung auch den Anschlag auf die Gaspipelines Nord Stream 1 und Nord Stream 2 in der Ostsee verübt.
Wie viele Schiffe beim Angriff beschädigt wurden, blieb unklar; nach Angaben eines Sprechers des russischen Verteidigungsministeriums sei nur das Minenräumboot Iwan Golubez (Projekt 266M) leicht beschädigt worden; westliche OSINT-Quellen gehen von Schäden an mindestens 3 Schiffen aus, darunter die Admiral Makarow, die seit Versenkung der Moskwa als das Flaggschiff der Schwarzmeerflotte gilt. Kommerzielle Satellitenbilder vom 1. November nach dem Drohnenangriff dokumentierten einen Schlepp einer mutmaßlichen Admiral-Grigorowitsch-Fregatte. Das russische Verteidigungsministerium nahm den Angriff als Vorwand, das Getreideabkommen mit der Ukraine auszusetzen; nach Angabe der Ukraine waren zu diesem Zeitpunkt 218 Schiffe von der russischen Blockadedrohung betroffen.
Vor dem Hintergrund militärischer Misserfolge in der Ukraine hat Putin im Oktober 2022 laut einer russischen Whistleblowerin mehrere Maßnahmen ergriffen um einem Putsch vorzubeugen. So seien Kadyrowzy nach Moskau beordert worden. Schlüsselfiguren, die zur Machtabsicherung mit mehr Verantwortung betraut worden sein sollen, sind laut der Whistleblowerin Sergej Surowikin, Ramsan Kadyrow und Jewgeni Prigoschin. Laut der Whistleblowerin würden alle finanziellen Mittel in Kadyrowzy und Söldner der Gruppe Wagner gesteckt. Die russische Armee erhalte weder Lohnzahlungen noch Ausrüstung. Neu rekrutierten Soldaten würden Waffen bis zur Ankunft in der Ukraine vorenthalten. So sollen Protest- und Sabotageaktionen oder ein Armeeputsch verhindert werden. Nach Aussage jener Whistleblowerin, einer ehemaligen FSB-Mitarbeiterin und Ärztin, gibt es viele FSB-Mitarbeiter, die den Krieg für verloren halten.

### 30. Oktober
Nach Angaben verschiedener Medien wurde der Oberbefehlshaber des größten russischen Zentralen Militärbezirks und der Heeresgruppe Mitte der russischen Invasionsarmee in der Oblast Luhansk, seit September auch der durch ukrainische Gegenoffensiven angeschlagenen Heeresgruppe West/Kommando West in der Oblast Charkiw und der nördlichen Oblast Donezk, Alexander Lapin, abgesetzt. Lapin hatte seit Kriegsbeginn die Eroberung der Oblast Luhansk, zuletzt der umkämpften Städte Sjewjerodonezk und Lyssytschansk im Juni/Juli geleitet, Anfang Oktober aber auch den Verlust der strategisch wichtigen Stadt Lyman zu verantworten und war dafür zuletzt vom tschetschenischen Staatsoberhaupt Ramsan Kadyrow kritisiert worden. Weil die Abberufung bis zum Folgetag nicht vom russischen Verteidigungsministerium bestätigt wurde, war zunächst aber unklar, ob sie nur seine Funktionen im Ukrainekrieg oder auch seinen Posten im Zentralen Militärbezirk in Russland betrifft.

### 31. Oktober

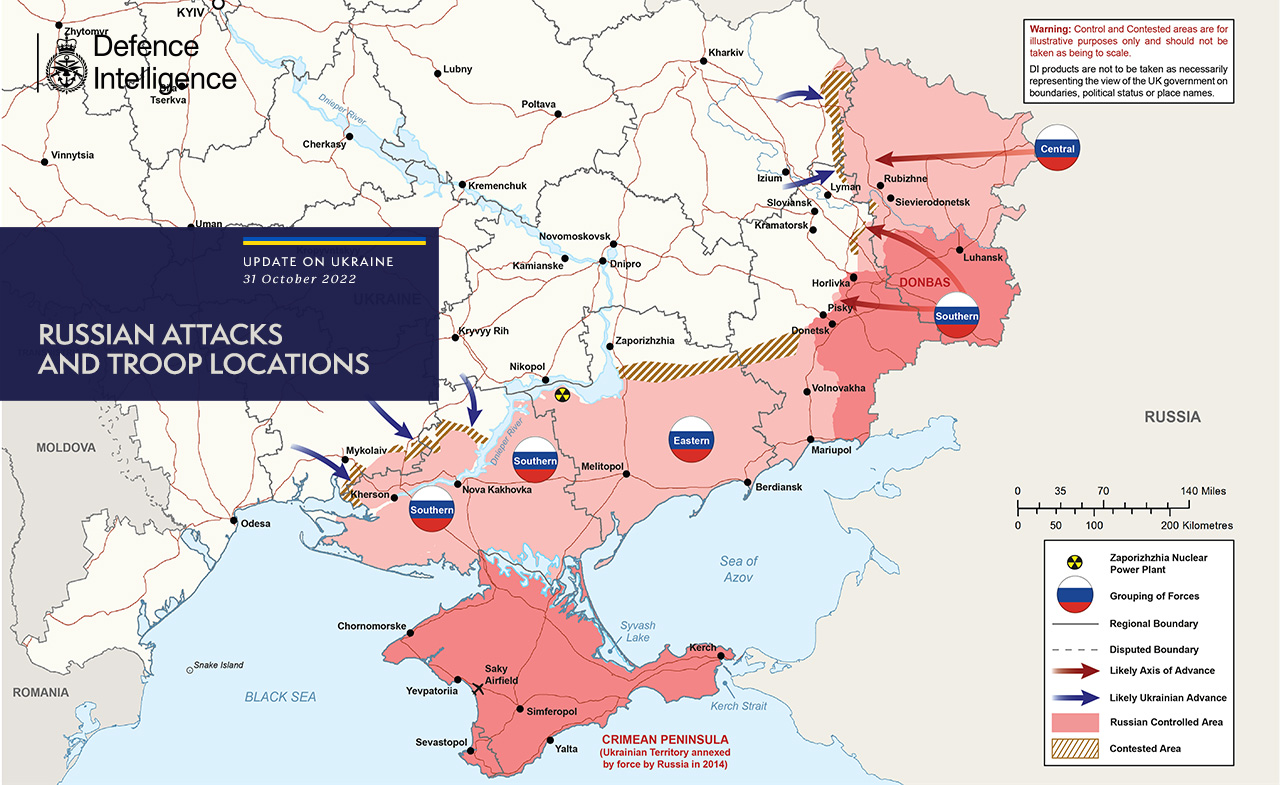
Lagebild des britischen Verteidigungsministeriums vom 31. Oktober 2022

Russische Streitkräfte beschossen am Morgen unter anderem Kiew, Charkiw und Saporischschja mit Raketen. Durch die Bombardierung wurde in Kiew die Wasserversorgung von etwa 80 % aller Haushalte zerstört sowie die Stromversorgung von 350.000 Haushalten unterbrochen.
Ein russischer Marschflugkörper, der Berichten zufolge von einem ukrainischen Flugabwehrsystem abgeschossen wurde, stürzte in den Außenbezirken von Naslavcea in der Republik Moldau ab. Nach Angaben der moldauischen Regierung wurden keine Opfer gemeldet, aber einige Häuser durch die Explosion beschädigt.
Der ukrainische Kollaborateur und von der russischen Besatzung eingesetzte Gouverneur der Oblast Cherson, Wolodymyr Saldo, ordnete am Abend die vollständige Evakuierung aller Siedlungen unter 15 km Entfernung vom unteren Dnipro unterhalb des Staudammes von Nowa Kachowka an und begründete den Schritt damit, die ukrainische Armee habe seine Sprengung geplant, um das untere Dnipro-Tal zu fluten. Tatsächlich hätte die ukrainische Armee keine taktischen Vorteile von der Sprengung, die russische aber sehr wohl, weshalb seit längerem befürchtet wird, dass sie diese Sprengung plant.